# Buena Vista Social Club (album)
Buena Vista Social Club is een muziekalbum met Cubaanse muziek. Het is een samenwerking tussen Ry Cooder en het Cubaanse muziekgezelschap Buena Vista Social Club.
Het album werd in 1997 uitgebracht en wereldwijd werden 8,7 miljoen exemplaren verkocht; een enorm aantal voor een album met enkel wereldmuziek. Buena Vista Social Club wist het in de Nederlandse Album Top 100 307 weken vol te houden, het op drie na langst genoteerde album aller tijden in de lijst.
Ry Cooder kreeg in 1998 een Grammy Award voor het album.

## Tracklist
| Nr. | Titel                   | Duur |
| --- | ----------------------- | ---- |
| 1.  | Chan Chan               | 4:16 |
| 2.  | De camino a la vereda   | 5:03 |
| 3.  | El cuarto de Tula       | 7:27 |
| 4.  | Pueblo nuevo            | 6:05 |
| 5.  | Dos gardenias           | 3:02 |
| 6.  | ¿Y tú qué has hecho?    | 3:13 |
| 7.  | Veinte años             | 3:29 |
| 8.  | El carretero            | 3:28 |
| 9.  | Candela                 | 5:27 |
| 10. | Amor de loca juventud   | 3:21 |
| 11. | Orgullecida             | 3:18 |
| 12. | Murmullo                | 3:50 |
| 13. | Buena Vista Social Club | 4:50 |
| 14. | La bayamesa             | 2:54 |

## Hitnoteringen

### NederlandseMega Album Top 100/ NederlandseAlbum Top 100
| Hitnotering (week 1 t/m 172): 12-07-1997 t/m 11-11-2000 Hitnotering (week 173 t/m 174): 16-12-2000 t/m 23-12-2000 Hitnotering (week 175 t/m 210): 13-01-2001 t/m 15-09-2001 Hitnotering (week 211 t/m 213): 19-01-2002 t/m 02-02-2002 Hitnotering (week 214 t/m 220): 16-02-2002 t/m 30-03-2002 Hitnotering (week 221 t/m 222): 20-04-2002 t/m 27-04-2002 Hitnotering (week 223 t/m 243): 25-05-2002 t/m 12-10-2002 Hitnotering (week 244 t/m 246): 27-07-2013 t/m 10-08-2013 Hitnotering (week 247): 13-06-2015 Hitnotering (week 248 t/m 252): 04-07-2015 t/m 01-08-2015 Hitnotering (week 253 t/m 255): 15-08-2015 t/m 29-08-2015 Hitnotering (week 256 t/m 257): 31-10-2015 t/m 07-11-2015 Hitnotering (week 258 t/m 259): 23-01-2016 t/m 30-01-2016 Hitnotering (week 260): 09-04-2016 Hitnotering (week 261): 30-04-2016 Hitnotering (week 262): 14-05-2016 Hitnotering (week 263 t/m 265): 28-05-2016 t/m 11-06-2016 Hitnotering (week 266 t/m 276): 09-07-2016 t/m 17-09-2016 Hitnotering (week 277 t/m 279): 27-05-2017 t/m 10-06-2017 Hitnotering (week 280): 24-06-2017 Hitnotering (week 281 t/m 282): 08-07-2017 t/m 15-07-2017 Hitnotering (week 283 t/m 285): 29-07-2017 t/m 12-08-2017 Hitnotering (week 286): 28-04-2018 Hitnotering (week 287): 12-05-2018 Hitnotering (week 288): 02-06-2018 Hitnotering (week 289 t/m 294): 07-07-2018 t/m 11-08-2018 Hitnotering (week 295): 27-04-2019 Hitnotering (week 296): 29-06-2019 Hitnotering (week 297 t/m 298): 27-07-2019 t/m 03-08-2019 Hitnotering (week 299): 06-06-2020 Hitnotering (week 300): 25-07-2020 Hitnotering (week 301 t/m 303): 08-08-2020 t/m 22-08-2020 Hitnotering (week 304 t/m 315): 05-06-2021 t/m 21-08-2021 Hitnotering (week 316): 11-09-2021 Hitnotering (week 317 tot heden): 25-09-2021 tot heden | Hitnotering (week 1 t/m 172): 12-07-1997 t/m 11-11-2000 Hitnotering (week 173 t/m 174): 16-12-2000 t/m 23-12-2000 Hitnotering (week 175 t/m 210): 13-01-2001 t/m 15-09-2001 Hitnotering (week 211 t/m 213): 19-01-2002 t/m 02-02-2002 Hitnotering (week 214 t/m 220): 16-02-2002 t/m 30-03-2002 Hitnotering (week 221 t/m 222): 20-04-2002 t/m 27-04-2002 Hitnotering (week 223 t/m 243): 25-05-2002 t/m 12-10-2002 Hitnotering (week 244 t/m 246): 27-07-2013 t/m 10-08-2013 Hitnotering (week 247): 13-06-2015 Hitnotering (week 248 t/m 252): 04-07-2015 t/m 01-08-2015 Hitnotering (week 253 t/m 255): 15-08-2015 t/m 29-08-2015 Hitnotering (week 256 t/m 257): 31-10-2015 t/m 07-11-2015 Hitnotering (week 258 t/m 259): 23-01-2016 t/m 30-01-2016 Hitnotering (week 260): 09-04-2016 Hitnotering (week 261): 30-04-2016 Hitnotering (week 262): 14-05-2016 Hitnotering (week 263 t/m 265): 28-05-2016 t/m 11-06-2016 Hitnotering (week 266 t/m 276): 09-07-2016 t/m 17-09-2016 Hitnotering (week 277 t/m 279): 27-05-2017 t/m 10-06-2017 Hitnotering (week 280): 24-06-2017 Hitnotering (week 281 t/m 282): 08-07-2017 t/m 15-07-2017 Hitnotering (week 283 t/m 285): 29-07-2017 t/m 12-08-2017 Hitnotering (week 286): 28-04-2018 Hitnotering (week 287): 12-05-2018 Hitnotering (week 288): 02-06-2018 Hitnotering (week 289 t/m 294): 07-07-2018 t/m 11-08-2018 Hitnotering (week 295): 27-04-2019 Hitnotering (week 296): 29-06-2019 Hitnotering (week 297 t/m 298): 27-07-2019 t/m 03-08-2019 Hitnotering (week 299): 06-06-2020 Hitnotering (week 300): 25-07-2020 Hitnotering (week 301 t/m 303): 08-08-2020 t/m 22-08-2020 Hitnotering (week 304 t/m 315): 05-06-2021 t/m 21-08-2021 Hitnotering (week 316): 11-09-2021 Hitnotering (week 317 tot heden): 25-09-2021 tot heden | Hitnotering (week 1 t/m 172): 12-07-1997 t/m 11-11-2000 Hitnotering (week 173 t/m 174): 16-12-2000 t/m 23-12-2000 Hitnotering (week 175 t/m 210): 13-01-2001 t/m 15-09-2001 Hitnotering (week 211 t/m 213): 19-01-2002 t/m 02-02-2002 Hitnotering (week 214 t/m 220): 16-02-2002 t/m 30-03-2002 Hitnotering (week 221 t/m 222): 20-04-2002 t/m 27-04-2002 Hitnotering (week 223 t/m 243): 25-05-2002 t/m 12-10-2002 Hitnotering (week 244 t/m 246): 27-07-2013 t/m 10-08-2013 Hitnotering (week 247): 13-06-2015 Hitnotering (week 248 t/m 252): 04-07-2015 t/m 01-08-2015 Hitnotering (week 253 t/m 255): 15-08-2015 t/m 29-08-2015 Hitnotering (week 256 t/m 257): 31-10-2015 t/m 07-11-2015 Hitnotering (week 258 t/m 259): 23-01-2016 t/m 30-01-2016 Hitnotering (week 260): 09-04-2016 Hitnotering (week 261): 30-04-2016 Hitnotering (week 262): 14-05-2016 Hitnotering (week 263 t/m 265): 28-05-2016 t/m 11-06-2016 Hitnotering (week 266 t/m 276): 09-07-2016 t/m 17-09-2016 Hitnotering (week 277 t/m 279): 27-05-2017 t/m 10-06-2017 Hitnotering (week 280): 24-06-2017 Hitnotering (week 281 t/m 282): 08-07-2017 t/m 15-07-2017 Hitnotering (week 283 t/m 285): 29-07-2017 t/m 12-08-2017 Hitnotering (week 286): 28-04-2018 Hitnotering (week 287): 12-05-2018 Hitnotering (week 288): 02-06-2018 Hitnotering (week 289 t/m 294): 07-07-2018 t/m 11-08-2018 Hitnotering (week 295): 27-04-2019 Hitnotering (week 296): 29-06-2019 Hitnotering (week 297 t/m 298): 27-07-2019 t/m 03-08-2019 Hitnotering (week 299): 06-06-2020 Hitnotering (week 300): 25-07-2020 Hitnotering (week 301 t/m 303): 08-08-2020 t/m 22-08-2020 Hitnotering (week 304 t/m 315): 05-06-2021 t/m 21-08-2021 Hitnotering (week 316): 11-09-2021 Hitnotering (week 317 tot heden): 25-09-2021 tot heden | Hitnotering (week 1 t/m 172): 12-07-1997 t/m 11-11-2000 Hitnotering (week 173 t/m 174): 16-12-2000 t/m 23-12-2000 Hitnotering (week 175 t/m 210): 13-01-2001 t/m 15-09-2001 Hitnotering (week 211 t/m 213): 19-01-2002 t/m 02-02-2002 Hitnotering (week 214 t/m 220): 16-02-2002 t/m 30-03-2002 Hitnotering (week 221 t/m 222): 20-04-2002 t/m 27-04-2002 Hitnotering (week 223 t/m 243): 25-05-2002 t/m 12-10-2002 Hitnotering (week 244 t/m 246): 27-07-2013 t/m 10-08-2013 Hitnotering (week 247): 13-06-2015 Hitnotering (week 248 t/m 252): 04-07-2015 t/m 01-08-2015 Hitnotering (week 253 t/m 255): 15-08-2015 t/m 29-08-2015 Hitnotering (week 256 t/m 257): 31-10-2015 t/m 07-11-2015 Hitnotering (week 258 t/m 259): 23-01-2016 t/m 30-01-2016 Hitnotering (week 260): 09-04-2016 Hitnotering (week 261): 30-04-2016 Hitnotering (week 262): 14-05-2016 Hitnotering (week 263 t/m 265): 28-05-2016 t/m 11-06-2016 Hitnotering (week 266 t/m 276): 09-07-2016 t/m 17-09-2016 Hitnotering (week 277 t/m 279): 27-05-2017 t/m 10-06-2017 Hitnotering (week 280): 24-06-2017 Hitnotering (week 281 t/m 282): 08-07-2017 t/m 15-07-2017 Hitnotering (week 283 t/m 285): 29-07-2017 t/m 12-08-2017 Hitnotering (week 286): 28-04-2018 Hitnotering (week 287): 12-05-2018 Hitnotering (week 288): 02-06-2018 Hitnotering (week 289 t/m 294): 07-07-2018 t/m 11-08-2018 Hitnotering (week 295): 27-04-2019 Hitnotering (week 296): 29-06-2019 Hitnotering (week 297 t/m 298): 27-07-2019 t/m 03-08-2019 Hitnotering (week 299): 06-06-2020 Hitnotering (week 300): 25-07-2020 Hitnotering (week 301 t/m 303): 08-08-2020 t/m 22-08-2020 Hitnotering (week 304 t/m 315): 05-06-2021 t/m 21-08-2021 Hitnotering (week 316): 11-09-2021 Hitnotering (week 317 tot heden): 25-09-2021 tot heden | Hitnotering (week 1 t/m 172): 12-07-1997 t/m 11-11-2000 Hitnotering (week 173 t/m 174): 16-12-2000 t/m 23-12-2000 Hitnotering (week 175 t/m 210): 13-01-2001 t/m 15-09-2001 Hitnotering (week 211 t/m 213): 19-01-2002 t/m 02-02-2002 Hitnotering (week 214 t/m 220): 16-02-2002 t/m 30-03-2002 Hitnotering (week 221 t/m 222): 20-04-2002 t/m 27-04-2002 Hitnotering (week 223 t/m 243): 25-05-2002 t/m 12-10-2002 Hitnotering (week 244 t/m 246): 27-07-2013 t/m 10-08-2013 Hitnotering (week 247): 13-06-2015 Hitnotering (week 248 t/m 252): 04-07-2015 t/m 01-08-2015 Hitnotering (week 253 t/m 255): 15-08-2015 t/m 29-08-2015 Hitnotering (week 256 t/m 257): 31-10-2015 t/m 07-11-2015 Hitnotering (week 258 t/m 259): 23-01-2016 t/m 30-01-2016 Hitnotering (week 260): 09-04-2016 Hitnotering (week 261): 30-04-2016 Hitnotering (week 262): 14-05-2016 Hitnotering (week 263 t/m 265): 28-05-2016 t/m 11-06-2016 Hitnotering (week 266 t/m 276): 09-07-2016 t/m 17-09-2016 Hitnotering (week 277 t/m 279): 27-05-2017 t/m 10-06-2017 Hitnotering (week 280): 24-06-2017 Hitnotering (week 281 t/m 282): 08-07-2017 t/m 15-07-2017 Hitnotering (week 283 t/m 285): 29-07-2017 t/m 12-08-2017 Hitnotering (week 286): 28-04-2018 Hitnotering (week 287): 12-05-2018 Hitnotering (week 288): 02-06-2018 Hitnotering (week 289 t/m 294): 07-07-2018 t/m 11-08-2018 Hitnotering (week 295): 27-04-2019 Hitnotering (week 296): 29-06-2019 Hitnotering (week 297 t/m 298): 27-07-2019 t/m 03-08-2019 Hitnotering (week 299): 06-06-2020 Hitnotering (week 300): 25-07-2020 Hitnotering (week 301 t/m 303): 08-08-2020 t/m 22-08-2020 Hitnotering (week 304 t/m 315): 05-06-2021 t/m 21-08-2021 Hitnotering (week 316): 11-09-2021 Hitnotering (week 317 tot heden): 25-09-2021 tot heden | Hitnotering (week 1 t/m 172): 12-07-1997 t/m 11-11-2000 Hitnotering (week 173 t/m 174): 16-12-2000 t/m 23-12-2000 Hitnotering (week 175 t/m 210): 13-01-2001 t/m 15-09-2001 Hitnotering (week 211 t/m 213): 19-01-2002 t/m 02-02-2002 Hitnotering (week 214 t/m 220): 16-02-2002 t/m 30-03-2002 Hitnotering (week 221 t/m 222): 20-04-2002 t/m 27-04-2002 Hitnotering (week 223 t/m 243): 25-05-2002 t/m 12-10-2002 Hitnotering (week 244 t/m 246): 27-07-2013 t/m 10-08-2013 Hitnotering (week 247): 13-06-2015 Hitnotering (week 248 t/m 252): 04-07-2015 t/m 01-08-2015 Hitnotering (week 253 t/m 255): 15-08-2015 t/m 29-08-2015 Hitnotering (week 256 t/m 257): 31-10-2015 t/m 07-11-2015 Hitnotering (week 258 t/m 259): 23-01-2016 t/m 30-01-2016 Hitnotering (week 260): 09-04-2016 Hitnotering (week 261): 30-04-2016 Hitnotering (week 262): 14-05-2016 Hitnotering (week 263 t/m 265): 28-05-2016 t/m 11-06-2016 Hitnotering (week 266 t/m 276): 09-07-2016 t/m 17-09-2016 Hitnotering (week 277 t/m 279): 27-05-2017 t/m 10-06-2017 Hitnotering (week 280): 24-06-2017 Hitnotering (week 281 t/m 282): 08-07-2017 t/m 15-07-2017 Hitnotering (week 283 t/m 285): 29-07-2017 t/m 12-08-2017 Hitnotering (week 286): 28-04-2018 Hitnotering (week 287): 12-05-2018 Hitnotering (week 288): 02-06-2018 Hitnotering (week 289 t/m 294): 07-07-2018 t/m 11-08-2018 Hitnotering (week 295): 27-04-2019 Hitnotering (week 296): 29-06-2019 Hitnotering (week 297 t/m 298): 27-07-2019 t/m 03-08-2019 Hitnotering (week 299): 06-06-2020 Hitnotering (week 300): 25-07-2020 Hitnotering (week 301 t/m 303): 08-08-2020 t/m 22-08-2020 Hitnotering (week 304 t/m 315): 05-06-2021 t/m 21-08-2021 Hitnotering (week 316): 11-09-2021 Hitnotering (week 317 tot heden): 25-09-2021 tot heden | Hitnotering (week 1 t/m 172): 12-07-1997 t/m 11-11-2000 Hitnotering (week 173 t/m 174): 16-12-2000 t/m 23-12-2000 Hitnotering (week 175 t/m 210): 13-01-2001 t/m 15-09-2001 Hitnotering (week 211 t/m 213): 19-01-2002 t/m 02-02-2002 Hitnotering (week 214 t/m 220): 16-02-2002 t/m 30-03-2002 Hitnotering (week 221 t/m 222): 20-04-2002 t/m 27-04-2002 Hitnotering (week 223 t/m 243): 25-05-2002 t/m 12-10-2002 Hitnotering (week 244 t/m 246): 27-07-2013 t/m 10-08-2013 Hitnotering (week 247): 13-06-2015 Hitnotering (week 248 t/m 252): 04-07-2015 t/m 01-08-2015 Hitnotering (week 253 t/m 255): 15-08-2015 t/m 29-08-2015 Hitnotering (week 256 t/m 257): 31-10-2015 t/m 07-11-2015 Hitnotering (week 258 t/m 259): 23-01-2016 t/m 30-01-2016 Hitnotering (week 260): 09-04-2016 Hitnotering (week 261): 30-04-2016 Hitnotering (week 262): 14-05-2016 Hitnotering (week 263 t/m 265): 28-05-2016 t/m 11-06-2016 Hitnotering (week 266 t/m 276): 09-07-2016 t/m 17-09-2016 Hitnotering (week 277 t/m 279): 27-05-2017 t/m 10-06-2017 Hitnotering (week 280): 24-06-2017 Hitnotering (week 281 t/m 282): 08-07-2017 t/m 15-07-2017 Hitnotering (week 283 t/m 285): 29-07-2017 t/m 12-08-2017 Hitnotering (week 286): 28-04-2018 Hitnotering (week 287): 12-05-2018 Hitnotering (week 288): 02-06-2018 Hitnotering (week 289 t/m 294): 07-07-2018 t/m 11-08-2018 Hitnotering (week 295): 27-04-2019 Hitnotering (week 296): 29-06-2019 Hitnotering (week 297 t/m 298): 27-07-2019 t/m 03-08-2019 Hitnotering (week 299): 06-06-2020 Hitnotering (week 300): 25-07-2020 Hitnotering (week 301 t/m 303): 08-08-2020 t/m 22-08-2020 Hitnotering (week 304 t/m 315): 05-06-2021 t/m 21-08-2021 Hitnotering (week 316): 11-09-2021 Hitnotering (week 317 tot heden): 25-09-2021 tot heden | Hitnotering (week 1 t/m 172): 12-07-1997 t/m 11-11-2000 Hitnotering (week 173 t/m 174): 16-12-2000 t/m 23-12-2000 Hitnotering (week 175 t/m 210): 13-01-2001 t/m 15-09-2001 Hitnotering (week 211 t/m 213): 19-01-2002 t/m 02-02-2002 Hitnotering (week 214 t/m 220): 16-02-2002 t/m 30-03-2002 Hitnotering (week 221 t/m 222): 20-04-2002 t/m 27-04-2002 Hitnotering (week 223 t/m 243): 25-05-2002 t/m 12-10-2002 Hitnotering (week 244 t/m 246): 27-07-2013 t/m 10-08-2013 Hitnotering (week 247): 13-06-2015 Hitnotering (week 248 t/m 252): 04-07-2015 t/m 01-08-2015 Hitnotering (week 253 t/m 255): 15-08-2015 t/m 29-08-2015 Hitnotering (week 256 t/m 257): 31-10-2015 t/m 07-11-2015 Hitnotering (week 258 t/m 259): 23-01-2016 t/m 30-01-2016 Hitnotering (week 260): 09-04-2016 Hitnotering (week 261): 30-04-2016 Hitnotering (week 262): 14-05-2016 Hitnotering (week 263 t/m 265): 28-05-2016 t/m 11-06-2016 Hitnotering (week 266 t/m 276): 09-07-2016 t/m 17-09-2016 Hitnotering (week 277 t/m 279): 27-05-2017 t/m 10-06-2017 Hitnotering (week 280): 24-06-2017 Hitnotering (week 281 t/m 282): 08-07-2017 t/m 15-07-2017 Hitnotering (week 283 t/m 285): 29-07-2017 t/m 12-08-2017 Hitnotering (week 286): 28-04-2018 Hitnotering (week 287): 12-05-2018 Hitnotering (week 288): 02-06-2018 Hitnotering (week 289 t/m 294): 07-07-2018 t/m 11-08-2018 Hitnotering (week 295): 27-04-2019 Hitnotering (week 296): 29-06-2019 Hitnotering (week 297 t/m 298): 27-07-2019 t/m 03-08-2019 Hitnotering (week 299): 06-06-2020 Hitnotering (week 300): 25-07-2020 Hitnotering (week 301 t/m 303): 08-08-2020 t/m 22-08-2020 Hitnotering (week 304 t/m 315): 05-06-2021 t/m 21-08-2021 Hitnotering (week 316): 11-09-2021 Hitnotering (week 317 tot heden): 25-09-2021 tot heden | Hitnotering (week 1 t/m 172): 12-07-1997 t/m 11-11-2000 Hitnotering (week 173 t/m 174): 16-12-2000 t/m 23-12-2000 Hitnotering (week 175 t/m 210): 13-01-2001 t/m 15-09-2001 Hitnotering (week 211 t/m 213): 19-01-2002 t/m 02-02-2002 Hitnotering (week 214 t/m 220): 16-02-2002 t/m 30-03-2002 Hitnotering (week 221 t/m 222): 20-04-2002 t/m 27-04-2002 Hitnotering (week 223 t/m 243): 25-05-2002 t/m 12-10-2002 Hitnotering (week 244 t/m 246): 27-07-2013 t/m 10-08-2013 Hitnotering (week 247): 13-06-2015 Hitnotering (week 248 t/m 252): 04-07-2015 t/m 01-08-2015 Hitnotering (week 253 t/m 255): 15-08-2015 t/m 29-08-2015 Hitnotering (week 256 t/m 257): 31-10-2015 t/m 07-11-2015 Hitnotering (week 258 t/m 259): 23-01-2016 t/m 30-01-2016 Hitnotering (week 260): 09-04-2016 Hitnotering (week 261): 30-04-2016 Hitnotering (week 262): 14-05-2016 Hitnotering (week 263 t/m 265): 28-05-2016 t/m 11-06-2016 Hitnotering (week 266 t/m 276): 09-07-2016 t/m 17-09-2016 Hitnotering (week 277 t/m 279): 27-05-2017 t/m 10-06-2017 Hitnotering (week 280): 24-06-2017 Hitnotering (week 281 t/m 282): 08-07-2017 t/m 15-07-2017 Hitnotering (week 283 t/m 285): 29-07-2017 t/m 12-08-2017 Hitnotering (week 286): 28-04-2018 Hitnotering (week 287): 12-05-2018 Hitnotering (week 288): 02-06-2018 Hitnotering (week 289 t/m 294): 07-07-2018 t/m 11-08-2018 Hitnotering (week 295): 27-04-2019 Hitnotering (week 296): 29-06-2019 Hitnotering (week 297 t/m 298): 27-07-2019 t/m 03-08-2019 Hitnotering (week 299): 06-06-2020 Hitnotering (week 300): 25-07-2020 Hitnotering (week 301 t/m 303): 08-08-2020 t/m 22-08-2020 Hitnotering (week 304 t/m 315): 05-06-2021 t/m 21-08-2021 Hitnotering (week 316): 11-09-2021 Hitnotering (week 317 tot heden): 25-09-2021 tot heden | Hitnotering (week 1 t/m 172): 12-07-1997 t/m 11-11-2000 Hitnotering (week 173 t/m 174): 16-12-2000 t/m 23-12-2000 Hitnotering (week 175 t/m 210): 13-01-2001 t/m 15-09-2001 Hitnotering (week 211 t/m 213): 19-01-2002 t/m 02-02-2002 Hitnotering (week 214 t/m 220): 16-02-2002 t/m 30-03-2002 Hitnotering (week 221 t/m 222): 20-04-2002 t/m 27-04-2002 Hitnotering (week 223 t/m 243): 25-05-2002 t/m 12-10-2002 Hitnotering (week 244 t/m 246): 27-07-2013 t/m 10-08-2013 Hitnotering (week 247): 13-06-2015 Hitnotering (week 248 t/m 252): 04-07-2015 t/m 01-08-2015 Hitnotering (week 253 t/m 255): 15-08-2015 t/m 29-08-2015 Hitnotering (week 256 t/m 257): 31-10-2015 t/m 07-11-2015 Hitnotering (week 258 t/m 259): 23-01-2016 t/m 30-01-2016 Hitnotering (week 260): 09-04-2016 Hitnotering (week 261): 30-04-2016 Hitnotering (week 262): 14-05-2016 Hitnotering (week 263 t/m 265): 28-05-2016 t/m 11-06-2016 Hitnotering (week 266 t/m 276): 09-07-2016 t/m 17-09-2016 Hitnotering (week 277 t/m 279): 27-05-2017 t/m 10-06-2017 Hitnotering (week 280): 24-06-2017 Hitnotering (week 281 t/m 282): 08-07-2017 t/m 15-07-2017 Hitnotering (week 283 t/m 285): 29-07-2017 t/m 12-08-2017 Hitnotering (week 286): 28-04-2018 Hitnotering (week 287): 12-05-2018 Hitnotering (week 288): 02-06-2018 Hitnotering (week 289 t/m 294): 07-07-2018 t/m 11-08-2018 Hitnotering (week 295): 27-04-2019 Hitnotering (week 296): 29-06-2019 Hitnotering (week 297 t/m 298): 27-07-2019 t/m 03-08-2019 Hitnotering (week 299): 06-06-2020 Hitnotering (week 300): 25-07-2020 Hitnotering (week 301 t/m 303): 08-08-2020 t/m 22-08-2020 Hitnotering (week 304 t/m 315): 05-06-2021 t/m 21-08-2021 Hitnotering (week 316): 11-09-2021 Hitnotering (week 317 tot heden): 25-09-2021 tot heden | Hitnotering (week 1 t/m 172): 12-07-1997 t/m 11-11-2000 Hitnotering (week 173 t/m 174): 16-12-2000 t/m 23-12-2000 Hitnotering (week 175 t/m 210): 13-01-2001 t/m 15-09-2001 Hitnotering (week 211 t/m 213): 19-01-2002 t/m 02-02-2002 Hitnotering (week 214 t/m 220): 16-02-2002 t/m 30-03-2002 Hitnotering (week 221 t/m 222): 20-04-2002 t/m 27-04-2002 Hitnotering (week 223 t/m 243): 25-05-2002 t/m 12-10-2002 Hitnotering (week 244 t/m 246): 27-07-2013 t/m 10-08-2013 Hitnotering (week 247): 13-06-2015 Hitnotering (week 248 t/m 252): 04-07-2015 t/m 01-08-2015 Hitnotering (week 253 t/m 255): 15-08-2015 t/m 29-08-2015 Hitnotering (week 256 t/m 257): 31-10-2015 t/m 07-11-2015 Hitnotering (week 258 t/m 259): 23-01-2016 t/m 30-01-2016 Hitnotering (week 260): 09-04-2016 Hitnotering (week 261): 30-04-2016 Hitnotering (week 262): 14-05-2016 Hitnotering (week 263 t/m 265): 28-05-2016 t/m 11-06-2016 Hitnotering (week 266 t/m 276): 09-07-2016 t/m 17-09-2016 Hitnotering (week 277 t/m 279): 27-05-2017 t/m 10-06-2017 Hitnotering (week 280): 24-06-2017 Hitnotering (week 281 t/m 282): 08-07-2017 t/m 15-07-2017 Hitnotering (week 283 t/m 285): 29-07-2017 t/m 12-08-2017 Hitnotering (week 286): 28-04-2018 Hitnotering (week 287): 12-05-2018 Hitnotering (week 288): 02-06-2018 Hitnotering (week 289 t/m 294): 07-07-2018 t/m 11-08-2018 Hitnotering (week 295): 27-04-2019 Hitnotering (week 296): 29-06-2019 Hitnotering (week 297 t/m 298): 27-07-2019 t/m 03-08-2019 Hitnotering (week 299): 06-06-2020 Hitnotering (week 300): 25-07-2020 Hitnotering (week 301 t/m 303): 08-08-2020 t/m 22-08-2020 Hitnotering (week 304 t/m 315): 05-06-2021 t/m 21-08-2021 Hitnotering (week 316): 11-09-2021 Hitnotering (week 317 tot heden): 25-09-2021 tot heden | Hitnotering (week 1 t/m 172): 12-07-1997 t/m 11-11-2000 Hitnotering (week 173 t/m 174): 16-12-2000 t/m 23-12-2000 Hitnotering (week 175 t/m 210): 13-01-2001 t/m 15-09-2001 Hitnotering (week 211 t/m 213): 19-01-2002 t/m 02-02-2002 Hitnotering (week 214 t/m 220): 16-02-2002 t/m 30-03-2002 Hitnotering (week 221 t/m 222): 20-04-2002 t/m 27-04-2002 Hitnotering (week 223 t/m 243): 25-05-2002 t/m 12-10-2002 Hitnotering (week 244 t/m 246): 27-07-2013 t/m 10-08-2013 Hitnotering (week 247): 13-06-2015 Hitnotering (week 248 t/m 252): 04-07-2015 t/m 01-08-2015 Hitnotering (week 253 t/m 255): 15-08-2015 t/m 29-08-2015 Hitnotering (week 256 t/m 257): 31-10-2015 t/m 07-11-2015 Hitnotering (week 258 t/m 259): 23-01-2016 t/m 30-01-2016 Hitnotering (week 260): 09-04-2016 Hitnotering (week 261): 30-04-2016 Hitnotering (week 262): 14-05-2016 Hitnotering (week 263 t/m 265): 28-05-2016 t/m 11-06-2016 Hitnotering (week 266 t/m 276): 09-07-2016 t/m 17-09-2016 Hitnotering (week 277 t/m 279): 27-05-2017 t/m 10-06-2017 Hitnotering (week 280): 24-06-2017 Hitnotering (week 281 t/m 282): 08-07-2017 t/m 15-07-2017 Hitnotering (week 283 t/m 285): 29-07-2017 t/m 12-08-2017 Hitnotering (week 286): 28-04-2018 Hitnotering (week 287): 12-05-2018 Hitnotering (week 288): 02-06-2018 Hitnotering (week 289 t/m 294): 07-07-2018 t/m 11-08-2018 Hitnotering (week 295): 27-04-2019 Hitnotering (week 296): 29-06-2019 Hitnotering (week 297 t/m 298): 27-07-2019 t/m 03-08-2019 Hitnotering (week 299): 06-06-2020 Hitnotering (week 300): 25-07-2020 Hitnotering (week 301 t/m 303): 08-08-2020 t/m 22-08-2020 Hitnotering (week 304 t/m 315): 05-06-2021 t/m 21-08-2021 Hitnotering (week 316): 11-09-2021 Hitnotering (week 317 tot heden): 25-09-2021 tot heden | Hitnotering (week 1 t/m 172): 12-07-1997 t/m 11-11-2000 Hitnotering (week 173 t/m 174): 16-12-2000 t/m 23-12-2000 Hitnotering (week 175 t/m 210): 13-01-2001 t/m 15-09-2001 Hitnotering (week 211 t/m 213): 19-01-2002 t/m 02-02-2002 Hitnotering (week 214 t/m 220): 16-02-2002 t/m 30-03-2002 Hitnotering (week 221 t/m 222): 20-04-2002 t/m 27-04-2002 Hitnotering (week 223 t/m 243): 25-05-2002 t/m 12-10-2002 Hitnotering (week 244 t/m 246): 27-07-2013 t/m 10-08-2013 Hitnotering (week 247): 13-06-2015 Hitnotering (week 248 t/m 252): 04-07-2015 t/m 01-08-2015 Hitnotering (week 253 t/m 255): 15-08-2015 t/m 29-08-2015 Hitnotering (week 256 t/m 257): 31-10-2015 t/m 07-11-2015 Hitnotering (week 258 t/m 259): 23-01-2016 t/m 30-01-2016 Hitnotering (week 260): 09-04-2016 Hitnotering (week 261): 30-04-2016 Hitnotering (week 262): 14-05-2016 Hitnotering (week 263 t/m 265): 28-05-2016 t/m 11-06-2016 Hitnotering (week 266 t/m 276): 09-07-2016 t/m 17-09-2016 Hitnotering (week 277 t/m 279): 27-05-2017 t/m 10-06-2017 Hitnotering (week 280): 24-06-2017 Hitnotering (week 281 t/m 282): 08-07-2017 t/m 15-07-2017 Hitnotering (week 283 t/m 285): 29-07-2017 t/m 12-08-2017 Hitnotering (week 286): 28-04-2018 Hitnotering (week 287): 12-05-2018 Hitnotering (week 288): 02-06-2018 Hitnotering (week 289 t/m 294): 07-07-2018 t/m 11-08-2018 Hitnotering (week 295): 27-04-2019 Hitnotering (week 296): 29-06-2019 Hitnotering (week 297 t/m 298): 27-07-2019 t/m 03-08-2019 Hitnotering (week 299): 06-06-2020 Hitnotering (week 300): 25-07-2020 Hitnotering (week 301 t/m 303): 08-08-2020 t/m 22-08-2020 Hitnotering (week 304 t/m 315): 05-06-2021 t/m 21-08-2021 Hitnotering (week 316): 11-09-2021 Hitnotering (week 317 tot heden): 25-09-2021 tot heden | Hitnotering (week 1 t/m 172): 12-07-1997 t/m 11-11-2000 Hitnotering (week 173 t/m 174): 16-12-2000 t/m 23-12-2000 Hitnotering (week 175 t/m 210): 13-01-2001 t/m 15-09-2001 Hitnotering (week 211 t/m 213): 19-01-2002 t/m 02-02-2002 Hitnotering (week 214 t/m 220): 16-02-2002 t/m 30-03-2002 Hitnotering (week 221 t/m 222): 20-04-2002 t/m 27-04-2002 Hitnotering (week 223 t/m 243): 25-05-2002 t/m 12-10-2002 Hitnotering (week 244 t/m 246): 27-07-2013 t/m 10-08-2013 Hitnotering (week 247): 13-06-2015 Hitnotering (week 248 t/m 252): 04-07-2015 t/m 01-08-2015 Hitnotering (week 253 t/m 255): 15-08-2015 t/m 29-08-2015 Hitnotering (week 256 t/m 257): 31-10-2015 t/m 07-11-2015 Hitnotering (week 258 t/m 259): 23-01-2016 t/m 30-01-2016 Hitnotering (week 260): 09-04-2016 Hitnotering (week 261): 30-04-2016 Hitnotering (week 262): 14-05-2016 Hitnotering (week 263 t/m 265): 28-05-2016 t/m 11-06-2016 Hitnotering (week 266 t/m 276): 09-07-2016 t/m 17-09-2016 Hitnotering (week 277 t/m 279): 27-05-2017 t/m 10-06-2017 Hitnotering (week 280): 24-06-2017 Hitnotering (week 281 t/m 282): 08-07-2017 t/m 15-07-2017 Hitnotering (week 283 t/m 285): 29-07-2017 t/m 12-08-2017 Hitnotering (week 286): 28-04-2018 Hitnotering (week 287): 12-05-2018 Hitnotering (week 288): 02-06-2018 Hitnotering (week 289 t/m 294): 07-07-2018 t/m 11-08-2018 Hitnotering (week 295): 27-04-2019 Hitnotering (week 296): 29-06-2019 Hitnotering (week 297 t/m 298): 27-07-2019 t/m 03-08-2019 Hitnotering (week 299): 06-06-2020 Hitnotering (week 300): 25-07-2020 Hitnotering (week 301 t/m 303): 08-08-2020 t/m 22-08-2020 Hitnotering (week 304 t/m 315): 05-06-2021 t/m 21-08-2021 Hitnotering (week 316): 11-09-2021 Hitnotering (week 317 tot heden): 25-09-2021 tot heden | Hitnotering (week 1 t/m 172): 12-07-1997 t/m 11-11-2000 Hitnotering (week 173 t/m 174): 16-12-2000 t/m 23-12-2000 Hitnotering (week 175 t/m 210): 13-01-2001 t/m 15-09-2001 Hitnotering (week 211 t/m 213): 19-01-2002 t/m 02-02-2002 Hitnotering (week 214 t/m 220): 16-02-2002 t/m 30-03-2002 Hitnotering (week 221 t/m 222): 20-04-2002 t/m 27-04-2002 Hitnotering (week 223 t/m 243): 25-05-2002 t/m 12-10-2002 Hitnotering (week 244 t/m 246): 27-07-2013 t/m 10-08-2013 Hitnotering (week 247): 13-06-2015 Hitnotering (week 248 t/m 252): 04-07-2015 t/m 01-08-2015 Hitnotering (week 253 t/m 255): 15-08-2015 t/m 29-08-2015 Hitnotering (week 256 t/m 257): 31-10-2015 t/m 07-11-2015 Hitnotering (week 258 t/m 259): 23-01-2016 t/m 30-01-2016 Hitnotering (week 260): 09-04-2016 Hitnotering (week 261): 30-04-2016 Hitnotering (week 262): 14-05-2016 Hitnotering (week 263 t/m 265): 28-05-2016 t/m 11-06-2016 Hitnotering (week 266 t/m 276): 09-07-2016 t/m 17-09-2016 Hitnotering (week 277 t/m 279): 27-05-2017 t/m 10-06-2017 Hitnotering (week 280): 24-06-2017 Hitnotering (week 281 t/m 282): 08-07-2017 t/m 15-07-2017 Hitnotering (week 283 t/m 285): 29-07-2017 t/m 12-08-2017 Hitnotering (week 286): 28-04-2018 Hitnotering (week 287): 12-05-2018 Hitnotering (week 288): 02-06-2018 Hitnotering (week 289 t/m 294): 07-07-2018 t/m 11-08-2018 Hitnotering (week 295): 27-04-2019 Hitnotering (week 296): 29-06-2019 Hitnotering (week 297 t/m 298): 27-07-2019 t/m 03-08-2019 Hitnotering (week 299): 06-06-2020 Hitnotering (week 300): 25-07-2020 Hitnotering (week 301 t/m 303): 08-08-2020 t/m 22-08-2020 Hitnotering (week 304 t/m 315): 05-06-2021 t/m 21-08-2021 Hitnotering (week 316): 11-09-2021 Hitnotering (week 317 tot heden): 25-09-2021 tot heden | Hitnotering (week 1 t/m 172): 12-07-1997 t/m 11-11-2000 Hitnotering (week 173 t/m 174): 16-12-2000 t/m 23-12-2000 Hitnotering (week 175 t/m 210): 13-01-2001 t/m 15-09-2001 Hitnotering (week 211 t/m 213): 19-01-2002 t/m 02-02-2002 Hitnotering (week 214 t/m 220): 16-02-2002 t/m 30-03-2002 Hitnotering (week 221 t/m 222): 20-04-2002 t/m 27-04-2002 Hitnotering (week 223 t/m 243): 25-05-2002 t/m 12-10-2002 Hitnotering (week 244 t/m 246): 27-07-2013 t/m 10-08-2013 Hitnotering (week 247): 13-06-2015 Hitnotering (week 248 t/m 252): 04-07-2015 t/m 01-08-2015 Hitnotering (week 253 t/m 255): 15-08-2015 t/m 29-08-2015 Hitnotering (week 256 t/m 257): 31-10-2015 t/m 07-11-2015 Hitnotering (week 258 t/m 259): 23-01-2016 t/m 30-01-2016 Hitnotering (week 260): 09-04-2016 Hitnotering (week 261): 30-04-2016 Hitnotering (week 262): 14-05-2016 Hitnotering (week 263 t/m 265): 28-05-2016 t/m 11-06-2016 Hitnotering (week 266 t/m 276): 09-07-2016 t/m 17-09-2016 Hitnotering (week 277 t/m 279): 27-05-2017 t/m 10-06-2017 Hitnotering (week 280): 24-06-2017 Hitnotering (week 281 t/m 282): 08-07-2017 t/m 15-07-2017 Hitnotering (week 283 t/m 285): 29-07-2017 t/m 12-08-2017 Hitnotering (week 286): 28-04-2018 Hitnotering (week 287): 12-05-2018 Hitnotering (week 288): 02-06-2018 Hitnotering (week 289 t/m 294): 07-07-2018 t/m 11-08-2018 Hitnotering (week 295): 27-04-2019 Hitnotering (week 296): 29-06-2019 Hitnotering (week 297 t/m 298): 27-07-2019 t/m 03-08-2019 Hitnotering (week 299): 06-06-2020 Hitnotering (week 300): 25-07-2020 Hitnotering (week 301 t/m 303): 08-08-2020 t/m 22-08-2020 Hitnotering (week 304 t/m 315): 05-06-2021 t/m 21-08-2021 Hitnotering (week 316): 11-09-2021 Hitnotering (week 317 tot heden): 25-09-2021 tot heden | Hitnotering (week 1 t/m 172): 12-07-1997 t/m 11-11-2000 Hitnotering (week 173 t/m 174): 16-12-2000 t/m 23-12-2000 Hitnotering (week 175 t/m 210): 13-01-2001 t/m 15-09-2001 Hitnotering (week 211 t/m 213): 19-01-2002 t/m 02-02-2002 Hitnotering (week 214 t/m 220): 16-02-2002 t/m 30-03-2002 Hitnotering (week 221 t/m 222): 20-04-2002 t/m 27-04-2002 Hitnotering (week 223 t/m 243): 25-05-2002 t/m 12-10-2002 Hitnotering (week 244 t/m 246): 27-07-2013 t/m 10-08-2013 Hitnotering (week 247): 13-06-2015 Hitnotering (week 248 t/m 252): 04-07-2015 t/m 01-08-2015 Hitnotering (week 253 t/m 255): 15-08-2015 t/m 29-08-2015 Hitnotering (week 256 t/m 257): 31-10-2015 t/m 07-11-2015 Hitnotering (week 258 t/m 259): 23-01-2016 t/m 30-01-2016 Hitnotering (week 260): 09-04-2016 Hitnotering (week 261): 30-04-2016 Hitnotering (week 262): 14-05-2016 Hitnotering (week 263 t/m 265): 28-05-2016 t/m 11-06-2016 Hitnotering (week 266 t/m 276): 09-07-2016 t/m 17-09-2016 Hitnotering (week 277 t/m 279): 27-05-2017 t/m 10-06-2017 Hitnotering (week 280): 24-06-2017 Hitnotering (week 281 t/m 282): 08-07-2017 t/m 15-07-2017 Hitnotering (week 283 t/m 285): 29-07-2017 t/m 12-08-2017 Hitnotering (week 286): 28-04-2018 Hitnotering (week 287): 12-05-2018 Hitnotering (week 288): 02-06-2018 Hitnotering (week 289 t/m 294): 07-07-2018 t/m 11-08-2018 Hitnotering (week 295): 27-04-2019 Hitnotering (week 296): 29-06-2019 Hitnotering (week 297 t/m 298): 27-07-2019 t/m 03-08-2019 Hitnotering (week 299): 06-06-2020 Hitnotering (week 300): 25-07-2020 Hitnotering (week 301 t/m 303): 08-08-2020 t/m 22-08-2020 Hitnotering (week 304 t/m 315): 05-06-2021 t/m 21-08-2021 Hitnotering (week 316): 11-09-2021 Hitnotering (week 317 tot heden): 25-09-2021 tot heden | Hitnotering (week 1 t/m 172): 12-07-1997 t/m 11-11-2000 Hitnotering (week 173 t/m 174): 16-12-2000 t/m 23-12-2000 Hitnotering (week 175 t/m 210): 13-01-2001 t/m 15-09-2001 Hitnotering (week 211 t/m 213): 19-01-2002 t/m 02-02-2002 Hitnotering (week 214 t/m 220): 16-02-2002 t/m 30-03-2002 Hitnotering (week 221 t/m 222): 20-04-2002 t/m 27-04-2002 Hitnotering (week 223 t/m 243): 25-05-2002 t/m 12-10-2002 Hitnotering (week 244 t/m 246): 27-07-2013 t/m 10-08-2013 Hitnotering (week 247): 13-06-2015 Hitnotering (week 248 t/m 252): 04-07-2015 t/m 01-08-2015 Hitnotering (week 253 t/m 255): 15-08-2015 t/m 29-08-2015 Hitnotering (week 256 t/m 257): 31-10-2015 t/m 07-11-2015 Hitnotering (week 258 t/m 259): 23-01-2016 t/m 30-01-2016 Hitnotering (week 260): 09-04-2016 Hitnotering (week 261): 30-04-2016 Hitnotering (week 262): 14-05-2016 Hitnotering (week 263 t/m 265): 28-05-2016 t/m 11-06-2016 Hitnotering (week 266 t/m 276): 09-07-2016 t/m 17-09-2016 Hitnotering (week 277 t/m 279): 27-05-2017 t/m 10-06-2017 Hitnotering (week 280): 24-06-2017 Hitnotering (week 281 t/m 282): 08-07-2017 t/m 15-07-2017 Hitnotering (week 283 t/m 285): 29-07-2017 t/m 12-08-2017 Hitnotering (week 286): 28-04-2018 Hitnotering (week 287): 12-05-2018 Hitnotering (week 288): 02-06-2018 Hitnotering (week 289 t/m 294): 07-07-2018 t/m 11-08-2018 Hitnotering (week 295): 27-04-2019 Hitnotering (week 296): 29-06-2019 Hitnotering (week 297 t/m 298): 27-07-2019 t/m 03-08-2019 Hitnotering (week 299): 06-06-2020 Hitnotering (week 300): 25-07-2020 Hitnotering (week 301 t/m 303): 08-08-2020 t/m 22-08-2020 Hitnotering (week 304 t/m 315): 05-06-2021 t/m 21-08-2021 Hitnotering (week 316): 11-09-2021 Hitnotering (week 317 tot heden): 25-09-2021 tot heden | Hitnotering (week 1 t/m 172): 12-07-1997 t/m 11-11-2000 Hitnotering (week 173 t/m 174): 16-12-2000 t/m 23-12-2000 Hitnotering (week 175 t/m 210): 13-01-2001 t/m 15-09-2001 Hitnotering (week 211 t/m 213): 19-01-2002 t/m 02-02-2002 Hitnotering (week 214 t/m 220): 16-02-2002 t/m 30-03-2002 Hitnotering (week 221 t/m 222): 20-04-2002 t/m 27-04-2002 Hitnotering (week 223 t/m 243): 25-05-2002 t/m 12-10-2002 Hitnotering (week 244 t/m 246): 27-07-2013 t/m 10-08-2013 Hitnotering (week 247): 13-06-2015 Hitnotering (week 248 t/m 252): 04-07-2015 t/m 01-08-2015 Hitnotering (week 253 t/m 255): 15-08-2015 t/m 29-08-2015 Hitnotering (week 256 t/m 257): 31-10-2015 t/m 07-11-2015 Hitnotering (week 258 t/m 259): 23-01-2016 t/m 30-01-2016 Hitnotering (week 260): 09-04-2016 Hitnotering (week 261): 30-04-2016 Hitnotering (week 262): 14-05-2016 Hitnotering (week 263 t/m 265): 28-05-2016 t/m 11-06-2016 Hitnotering (week 266 t/m 276): 09-07-2016 t/m 17-09-2016 Hitnotering (week 277 t/m 279): 27-05-2017 t/m 10-06-2017 Hitnotering (week 280): 24-06-2017 Hitnotering (week 281 t/m 282): 08-07-2017 t/m 15-07-2017 Hitnotering (week 283 t/m 285): 29-07-2017 t/m 12-08-2017 Hitnotering (week 286): 28-04-2018 Hitnotering (week 287): 12-05-2018 Hitnotering (week 288): 02-06-2018 Hitnotering (week 289 t/m 294): 07-07-2018 t/m 11-08-2018 Hitnotering (week 295): 27-04-2019 Hitnotering (week 296): 29-06-2019 Hitnotering (week 297 t/m 298): 27-07-2019 t/m 03-08-2019 Hitnotering (week 299): 06-06-2020 Hitnotering (week 300): 25-07-2020 Hitnotering (week 301 t/m 303): 08-08-2020 t/m 22-08-2020 Hitnotering (week 304 t/m 315): 05-06-2021 t/m 21-08-2021 Hitnotering (week 316): 11-09-2021 Hitnotering (week 317 tot heden): 25-09-2021 tot heden | Hitnotering (week 1 t/m 172): 12-07-1997 t/m 11-11-2000 Hitnotering (week 173 t/m 174): 16-12-2000 t/m 23-12-2000 Hitnotering (week 175 t/m 210): 13-01-2001 t/m 15-09-2001 Hitnotering (week 211 t/m 213): 19-01-2002 t/m 02-02-2002 Hitnotering (week 214 t/m 220): 16-02-2002 t/m 30-03-2002 Hitnotering (week 221 t/m 222): 20-04-2002 t/m 27-04-2002 Hitnotering (week 223 t/m 243): 25-05-2002 t/m 12-10-2002 Hitnotering (week 244 t/m 246): 27-07-2013 t/m 10-08-2013 Hitnotering (week 247): 13-06-2015 Hitnotering (week 248 t/m 252): 04-07-2015 t/m 01-08-2015 Hitnotering (week 253 t/m 255): 15-08-2015 t/m 29-08-2015 Hitnotering (week 256 t/m 257): 31-10-2015 t/m 07-11-2015 Hitnotering (week 258 t/m 259): 23-01-2016 t/m 30-01-2016 Hitnotering (week 260): 09-04-2016 Hitnotering (week 261): 30-04-2016 Hitnotering (week 262): 14-05-2016 Hitnotering (week 263 t/m 265): 28-05-2016 t/m 11-06-2016 Hitnotering (week 266 t/m 276): 09-07-2016 t/m 17-09-2016 Hitnotering (week 277 t/m 279): 27-05-2017 t/m 10-06-2017 Hitnotering (week 280): 24-06-2017 Hitnotering (week 281 t/m 282): 08-07-2017 t/m 15-07-2017 Hitnotering (week 283 t/m 285): 29-07-2017 t/m 12-08-2017 Hitnotering (week 286): 28-04-2018 Hitnotering (week 287): 12-05-2018 Hitnotering (week 288): 02-06-2018 Hitnotering (week 289 t/m 294): 07-07-2018 t/m 11-08-2018 Hitnotering (week 295): 27-04-2019 Hitnotering (week 296): 29-06-2019 Hitnotering (week 297 t/m 298): 27-07-2019 t/m 03-08-2019 Hitnotering (week 299): 06-06-2020 Hitnotering (week 300): 25-07-2020 Hitnotering (week 301 t/m 303): 08-08-2020 t/m 22-08-2020 Hitnotering (week 304 t/m 315): 05-06-2021 t/m 21-08-2021 Hitnotering (week 316): 11-09-2021 Hitnotering (week 317 tot heden): 25-09-2021 tot heden | Hitnotering (week 1 t/m 172): 12-07-1997 t/m 11-11-2000 Hitnotering (week 173 t/m 174): 16-12-2000 t/m 23-12-2000 Hitnotering (week 175 t/m 210): 13-01-2001 t/m 15-09-2001 Hitnotering (week 211 t/m 213): 19-01-2002 t/m 02-02-2002 Hitnotering (week 214 t/m 220): 16-02-2002 t/m 30-03-2002 Hitnotering (week 221 t/m 222): 20-04-2002 t/m 27-04-2002 Hitnotering (week 223 t/m 243): 25-05-2002 t/m 12-10-2002 Hitnotering (week 244 t/m 246): 27-07-2013 t/m 10-08-2013 Hitnotering (week 247): 13-06-2015 Hitnotering (week 248 t/m 252): 04-07-2015 t/m 01-08-2015 Hitnotering (week 253 t/m 255): 15-08-2015 t/m 29-08-2015 Hitnotering (week 256 t/m 257): 31-10-2015 t/m 07-11-2015 Hitnotering (week 258 t/m 259): 23-01-2016 t/m 30-01-2016 Hitnotering (week 260): 09-04-2016 Hitnotering (week 261): 30-04-2016 Hitnotering (week 262): 14-05-2016 Hitnotering (week 263 t/m 265): 28-05-2016 t/m 11-06-2016 Hitnotering (week 266 t/m 276): 09-07-2016 t/m 17-09-2016 Hitnotering (week 277 t/m 279): 27-05-2017 t/m 10-06-2017 Hitnotering (week 280): 24-06-2017 Hitnotering (week 281 t/m 282): 08-07-2017 t/m 15-07-2017 Hitnotering (week 283 t/m 285): 29-07-2017 t/m 12-08-2017 Hitnotering (week 286): 28-04-2018 Hitnotering (week 287): 12-05-2018 Hitnotering (week 288): 02-06-2018 Hitnotering (week 289 t/m 294): 07-07-2018 t/m 11-08-2018 Hitnotering (week 295): 27-04-2019 Hitnotering (week 296): 29-06-2019 Hitnotering (week 297 t/m 298): 27-07-2019 t/m 03-08-2019 Hitnotering (week 299): 06-06-2020 Hitnotering (week 300): 25-07-2020 Hitnotering (week 301 t/m 303): 08-08-2020 t/m 22-08-2020 Hitnotering (week 304 t/m 315): 05-06-2021 t/m 21-08-2021 Hitnotering (week 316): 11-09-2021 Hitnotering (week 317 tot heden): 25-09-2021 tot heden |
| Week: | 1 | 2 | 3 | 4 | 5 | 6 | 7 | 8 | 9 | 10 | 11 | 12 | 13 | 14 | 15 | 16 | 17 | 18 | 19 | 20 |
| --- | --- | --- | --- | --- | --- | --- | --- | --- | --- | --- | --- | --- | --- | --- | --- | --- | --- | --- | --- | --- |
| Positie: | 80 | 60 | 12 | 10 | 13 | 14 | 18 | 14 | 18 | 12 | 14 | 18 | 48 | 25 | 26 | 24 | 12 | 7 | 8 | 8 |
| Week: | 21 | 22 | 23 | 24 | 25 | 26 | 27 | 28 | 29 | 30 | 31 | 32 | 33 | 34 | 35 | 36 | 37 | 38 | 39 | 40 |
| Positie: | 12 | 19 | 25 | 25 | 27 | 25 | 17 | 12 | 11 | 10 | 12 | 13 | 15 | 15 | 15 | 15 | 16 | 12 | 19 | 20 |
| Week: | 41 | 42 | 43 | 44 | 45 | 46 | 47 | 48 | 49 | 50 | 51 | 52 | 53 | 54 | 55 | 56 | 57 | 58 | 59 | 60 |
| Positie: | 19 | 13 | 15 | 15 | 13 | 11 | 11 | 12 | 11 | 10 | 11 | 14 | 14 | 10 | 9 | 11 | 12 | 12 | 11 | 12 |
| Week: | 61 | 62 | 63 | 64 | 65 | 66 | 67 | 68 | 69 | 70 | 71 | 72 | 73 | 74 | 75 | 76 | 77 | 78 | 79 | 80 |
| Positie: | 17 | 17 | 10 | 14 | 33 | 36 | 35 | 36 | 38 | 46 | 40 | 42 | 55 | 52 | 53 | 53 | 50 | 49 | 41 | 43 |
| Week: | 81 | 82 | 83 | 84 | 85 | 86 | 87 | 88 | 89 | 90 | 91 | 92 | 93 | 94 | 95 | 96 | 97 | 98 | 99 | 100 |
| Positie: | 45 | 44 | 47 | 42 | 42 | 47 | 42 | 46 | 61 | 48 | 37 | 36 | 39 | 35 | 37 | 36 | 43 | 40 | 43 | 38 |
| Week: | 101 | 102 | 103 | 104 | 105 | 106 | 107 | 108 | 109 | 110 | 111 | 112 | 113 | 114 | 115 | 116 | 117 | 118 | 119 | 120 |
| Positie: | 32 | 29 | 32 | 34 | 26 | 24 | 32 | 29 | 30 | 31 | 38 | 38 | 33 | 28 | 40 | 46 | 47 | 49 | 50 | 46 |
| Week: | 121 | 122 | 123 | 124 | 125 | 126 | 127 | 128 | 129 | 130 | 131 | 132 | 133 | 134 | 135 | 136 | 137 | 138 | 139 | 140 |
| Positie: | 41 | 42 | 58 | 63 | 59 | 56 | 52 | 64 | 67 | 59 | 54 | 57 | 59 | 65 | 61 | 56 | 45 | 51 | 51 | 54 |
| Week: | 141 | 142 | 143 | 144 | 145 | 146 | 147 | 148 | 149 | 150 | 151 | 152 | 153 | 154 | 155 | 156 | 157 | 158 | 159 | 160 |
| Positie: | 51 | 52 | 66 | 61 | 63 | 58 | 55 | 49 | 55 | 58 | 50 | 51 | 42 | 43 | 57 | 52 | 41 | 40 | 35 | 35 |
| Week: | 161 | 162 | 163 | 164 | 165 | 166 | 167 | 168 | 169 | 170 | 171 | 172 | | 173 | 174 | | 175 | 176 | 177 | 178 |
| Positie: | 32 | 36 | 39 | 41 | 40 | 53 | 74 | 79 | 68 | 60 | 82 | 90 | uit | 93 | 100 | uit | 98 | 100 | 70 | 63 |
| Week: | 179 | 180 | 181 | 182 | 183 | 184 | 185 | 186 | 187 | 188 | 189 | 190 | 191 | 192 | 193 | 194 | 195 | 196 | 197 | 198 |
| Positie: | 58 | 70 | 75 | 74 | 86 | 83 | 100 | 99 | 92 | 95 | 85 | 76 | 76 | 82 | 80 | 73 | 72 | 68 | 77 | 72 |
| Week: | 199 | 200 | 201 | 202 | 203 | 204 | 205 | 206 | 207 | 208 | 209 | 210 | | 211 | 212 | 213 | | 214 | 215 | 216 |
| Positie: | 70 | 58 | 66 | 68 | 60 | 61 | 73 | 77 | 85 | 73 | 74 | 86 | uit | 98 | 91 | 98 | uit | 61 | 46 | 55 |
| Week: | 217 | 218 | 219 | 220 | | 221 | 222 | | 223 | 224 | 225 | 226 | 227 | 228 | 229 | 230 | 231 | 232 | 233 | 234 |
| Positie: | 67 | 74 | 73 | 98 | uit | 87 | 92 | uit | 97 | 88 | 87 | 93 | 86 | 73 | 74 | 83 | 76 | 78 | 75 | 66 |
| Week: | 235 | 236 | 237 | 238 | 239 | 240 | 241 | 242 | 243 | | 244 | 245 | 246 | | 247 | | 248 | 249 | 250 | 251 |
| Positie: | 69 | 70 | 61 | 77 | 82 | 93 | 87 | 89 | 100 | uit | 62 | 73 | 82 | uit | 99 | uit | 92 | 54 | 85 | 68 |
| Week: | 252 | | 253 | 254 | 255 | | 256 | 257 | | 258 | 259 | | 260 | | 261 | | 262 | | 263 | 264 |
| Positie: | 92 | uit | 73 | 97 | 79 | uit | 31 | 82 | uit | 94 | 96 | uit | 96 | uit | 90 | uit | 58 | uit | 96 | 98 |
| Week: | 265 | | 266 | 267 | 268 | 269 | 270 | 271 | 272 | 273 | 274 | 275 | 276 | | 277 | 278 | 279 | | 280 | |
| Positie: | 70 | uit | 89 | 100 | 61 | 60 | 69 | 76 | 69 | 77 | 68 | 87 | 84 | uit | 95 | 65 | 99 | uit | 74 | uit |
| Week: | 281 | 282 | | 283 | 284 | 285 | | 286 | | 287 | | 288 | | 289 | 290 | 291 | 292 | 293 | 294 | |
| Positie: | 97 | 84 | uit | 86 | 92 | 99 | uit | 76 | uit | 73 | uit | 87 | uit | 77 | 91 | 84 | 79 | 75 | 82 | uit |
| Week: | 295 | | 296 | | 297 | 298 | | 299 | | 300 | | 301 | 302 | 303 | | 304 | 305 | 306 | 307 | 308 |
| Positie: | 65 | uit | 77 | uit | 86 | 96 | uit | 73 | uit | 96 | uit | 83 | 49 | 99 | uit | 86 | 48 | 53 | 68 | 71 |
| Week: | 309 | 310 | 311 | 312 | 313 | 314 | 315 | | 316 | | 317 | 318 | 319 | 320 | | | | | | |
| Positie: | 79 | 81 | 47 | 70 | 86 | 72 | 78 | uit | 86 | uit | 13 | 29 | 63 | 71 | | | | | | |

### VlaamseUltratop 200 Albums
| Hitnotering (week 1 t/m 3): 09-08-1997 t/m 17-08-1997 Hitnotering (week 4 t/m 5): 30-08-1997 t/m 06-09-1997 Hitnotering (week 6 t/m 7): 20-06-1998 t/m 27-06-1998 Hitnotering (week 8 t/m 9): 11-07-1998 t/m 18-07-1998 Hitnotering (week 10 t/m 11): 15-08-1998 t/m 22-08-1998 Hitnotering (week 12): 26-09-1998 Hitnotering (week 13): 29-01-2000 Hitnotering (week 14 t/m 17): 16-02-2002 t/m 09-03-2002 Hitnotering (week 18 t/m 20): 03-01-2004 t/m 17-01-2004 Hitnotering (week 21): 07-02-2004 Hitnotering (week 22 t/m 23): 20-03-2004 t/m 27-03-2004 Hitnotering (week 24 t/m 25): 01-05-2004 t/m 08-05-2004 Hitnotering (week 26 t/m 28): 07-08-2004 t/m 21-08-2004 Hitnotering (week 29 t/m 44): 02-07-2005 t/m 15-10-2005 Hitnotering (week 45): 19-08-2006 Hitnotering (week 46 t/m 49): 14-10-2006 t/m 04-11-2006 Hitnotering (week 50 t/m 51): 18-08-2007 t/m 25-08-2007 Hitnotering (week 52): 02-08-2008 Hitnotering (week 53): 30-08-2008 Hitnotering (week 54): 04-10-2008 Hitnotering (week 55): 14-03-2009 Hitnotering (week 56): 01-08-2009 Hitnotering (week 57): 31-07-2010 Hitnotering (week 58): 14-08-2010 Hitnotering (week 59 t/m 63): 19-05-2012 t/m 16-06-2012 Hitnotering (week 64 t/m 75): 14-07-2012 t/m 29-09-2012 Hitnotering (week 76): 19-01-2013 Hitnotering (week 77 t/m 81): 02-02-2013 t/m 02-03-2013 Hitnotering (week 82 t/m 83): 23-03-2013 t/m 30-03-2013 Hitnotering (week 84 t/m 88): 20-04-2013 t/m 18-05-2013 Hitnotering (week 89 t/m 105): 01-06-2013 t/m 21-09-2013 Hitnotering (week 106): 15-02-2014 Hitnotering (week 107 t/m 109): 15-03-2014 t/m 29-03-2014 Hitnotering (week 110 t/m 116): 24-05-2014 t/m 05-07-2014 Hitnotering (week 117 t/m 124): 19-07-2014 t/m 06-09-2014 Hitnotering (week 125 t/m 126): 20-09-2014 t/m 27-09-2014 Hitnotering (week 127 t/m 129): 25-10-2014 t/m 08-11-2014 Hitnotering (week 130): 07-02-2015 Hitnotering (week 131): 21-02-2015 Hitnotering (week 132 t/m 133): 07-03-2015 t/m 14-03-2015 Hitnotering (week 134): 28-03-2015 Hitnotering (week 135 t/m 156): 11-04-2015 t/m 05-09-2015 Hitnotering (week 157 t/m 158): 19-09-2015 t/m 26-09-2015 Hitnotering (week 159 t/m 209): 10-10-2015 t/m 24-09-2016 Hitnotering (week 210): 08-10-2016 Hitnotering (week 211 t/m 212): 12-11-2016 t/m 19-11-2016 Hitnotering (week 213 t/m 214): 03-12-2016 t/m 10-12-2016 Hitnotering (week 215 t/m 216): 31-12-2016 t/m 07-01-2017 Hitnotering (week 217 t/m 226): 28-01-2017 t/m 01-04-2017 Hitnotering (week 227 t/m 251): 15-04-2017 t/m 30-09-2017 Hitnotering (week 252 t/m 319): 21-10-2017 t/m 02-02-2019 Hitnotering (week 320 t/m 348): 16-02-2019 t/m 31-08-2019 Hitnotering (week 349 t/m 351): 05-10-2019 t/m 19-10-2019 Hitnotering (week 352 t/m 357): 14-12-2019 t/m 18-01-2020 Hitnotering (week 358 t/m 360): 08-02-2020 t/m 22-02-2020 Hitnotering (week 361 t/m 384): 21-03-2020 t/m 29-08-2020 Hitnotering (week 385): 05-12-2020 Hitnotering (week 386 t/m 387): 19-12-2020 t/m 26-12-2020 Hitnotering (week 388 t/m 390): 03-04-2021 t/m 17-04-2021 Hitnotering (week 391): 01-05-2021 Hitnotering (week 392 t/m 403): 05-06-2021 t/m 21-08-2021 Hitnotering (week 404): 11-09-2021 Hitnotering (week 405 tot heden): 25-09-2021 tot heden | Hitnotering (week 1 t/m 3): 09-08-1997 t/m 17-08-1997 Hitnotering (week 4 t/m 5): 30-08-1997 t/m 06-09-1997 Hitnotering (week 6 t/m 7): 20-06-1998 t/m 27-06-1998 Hitnotering (week 8 t/m 9): 11-07-1998 t/m 18-07-1998 Hitnotering (week 10 t/m 11): 15-08-1998 t/m 22-08-1998 Hitnotering (week 12): 26-09-1998 Hitnotering (week 13): 29-01-2000 Hitnotering (week 14 t/m 17): 16-02-2002 t/m 09-03-2002 Hitnotering (week 18 t/m 20): 03-01-2004 t/m 17-01-2004 Hitnotering (week 21): 07-02-2004 Hitnotering (week 22 t/m 23): 20-03-2004 t/m 27-03-2004 Hitnotering (week 24 t/m 25): 01-05-2004 t/m 08-05-2004 Hitnotering (week 26 t/m 28): 07-08-2004 t/m 21-08-2004 Hitnotering (week 29 t/m 44): 02-07-2005 t/m 15-10-2005 Hitnotering (week 45): 19-08-2006 Hitnotering (week 46 t/m 49): 14-10-2006 t/m 04-11-2006 Hitnotering (week 50 t/m 51): 18-08-2007 t/m 25-08-2007 Hitnotering (week 52): 02-08-2008 Hitnotering (week 53): 30-08-2008 Hitnotering (week 54): 04-10-2008 Hitnotering (week 55): 14-03-2009 Hitnotering (week 56): 01-08-2009 Hitnotering (week 57): 31-07-2010 Hitnotering (week 58): 14-08-2010 Hitnotering (week 59 t/m 63): 19-05-2012 t/m 16-06-2012 Hitnotering (week 64 t/m 75): 14-07-2012 t/m 29-09-2012 Hitnotering (week 76): 19-01-2013 Hitnotering (week 77 t/m 81): 02-02-2013 t/m 02-03-2013 Hitnotering (week 82 t/m 83): 23-03-2013 t/m 30-03-2013 Hitnotering (week 84 t/m 88): 20-04-2013 t/m 18-05-2013 Hitnotering (week 89 t/m 105): 01-06-2013 t/m 21-09-2013 Hitnotering (week 106): 15-02-2014 Hitnotering (week 107 t/m 109): 15-03-2014 t/m 29-03-2014 Hitnotering (week 110 t/m 116): 24-05-2014 t/m 05-07-2014 Hitnotering (week 117 t/m 124): 19-07-2014 t/m 06-09-2014 Hitnotering (week 125 t/m 126): 20-09-2014 t/m 27-09-2014 Hitnotering (week 127 t/m 129): 25-10-2014 t/m 08-11-2014 Hitnotering (week 130): 07-02-2015 Hitnotering (week 131): 21-02-2015 Hitnotering (week 132 t/m 133): 07-03-2015 t/m 14-03-2015 Hitnotering (week 134): 28-03-2015 Hitnotering (week 135 t/m 156): 11-04-2015 t/m 05-09-2015 Hitnotering (week 157 t/m 158): 19-09-2015 t/m 26-09-2015 Hitnotering (week 159 t/m 209): 10-10-2015 t/m 24-09-2016 Hitnotering (week 210): 08-10-2016 Hitnotering (week 211 t/m 212): 12-11-2016 t/m 19-11-2016 Hitnotering (week 213 t/m 214): 03-12-2016 t/m 10-12-2016 Hitnotering (week 215 t/m 216): 31-12-2016 t/m 07-01-2017 Hitnotering (week 217 t/m 226): 28-01-2017 t/m 01-04-2017 Hitnotering (week 227 t/m 251): 15-04-2017 t/m 30-09-2017 Hitnotering (week 252 t/m 319): 21-10-2017 t/m 02-02-2019 Hitnotering (week 320 t/m 348): 16-02-2019 t/m 31-08-2019 Hitnotering (week 349 t/m 351): 05-10-2019 t/m 19-10-2019 Hitnotering (week 352 t/m 357): 14-12-2019 t/m 18-01-2020 Hitnotering (week 358 t/m 360): 08-02-2020 t/m 22-02-2020 Hitnotering (week 361 t/m 384): 21-03-2020 t/m 29-08-2020 Hitnotering (week 385): 05-12-2020 Hitnotering (week 386 t/m 387): 19-12-2020 t/m 26-12-2020 Hitnotering (week 388 t/m 390): 03-04-2021 t/m 17-04-2021 Hitnotering (week 391): 01-05-2021 Hitnotering (week 392 t/m 403): 05-06-2021 t/m 21-08-2021 Hitnotering (week 404): 11-09-2021 Hitnotering (week 405 tot heden): 25-09-2021 tot heden | Hitnotering (week 1 t/m 3): 09-08-1997 t/m 17-08-1997 Hitnotering (week 4 t/m 5): 30-08-1997 t/m 06-09-1997 Hitnotering (week 6 t/m 7): 20-06-1998 t/m 27-06-1998 Hitnotering (week 8 t/m 9): 11-07-1998 t/m 18-07-1998 Hitnotering (week 10 t/m 11): 15-08-1998 t/m 22-08-1998 Hitnotering (week 12): 26-09-1998 Hitnotering (week 13): 29-01-2000 Hitnotering (week 14 t/m 17): 16-02-2002 t/m 09-03-2002 Hitnotering (week 18 t/m 20): 03-01-2004 t/m 17-01-2004 Hitnotering (week 21): 07-02-2004 Hitnotering (week 22 t/m 23): 20-03-2004 t/m 27-03-2004 Hitnotering (week 24 t/m 25): 01-05-2004 t/m 08-05-2004 Hitnotering (week 26 t/m 28): 07-08-2004 t/m 21-08-2004 Hitnotering (week 29 t/m 44): 02-07-2005 t/m 15-10-2005 Hitnotering (week 45): 19-08-2006 Hitnotering (week 46 t/m 49): 14-10-2006 t/m 04-11-2006 Hitnotering (week 50 t/m 51): 18-08-2007 t/m 25-08-2007 Hitnotering (week 52): 02-08-2008 Hitnotering (week 53): 30-08-2008 Hitnotering (week 54): 04-10-2008 Hitnotering (week 55): 14-03-2009 Hitnotering (week 56): 01-08-2009 Hitnotering (week 57): 31-07-2010 Hitnotering (week 58): 14-08-2010 Hitnotering (week 59 t/m 63): 19-05-2012 t/m 16-06-2012 Hitnotering (week 64 t/m 75): 14-07-2012 t/m 29-09-2012 Hitnotering (week 76): 19-01-2013 Hitnotering (week 77 t/m 81): 02-02-2013 t/m 02-03-2013 Hitnotering (week 82 t/m 83): 23-03-2013 t/m 30-03-2013 Hitnotering (week 84 t/m 88): 20-04-2013 t/m 18-05-2013 Hitnotering (week 89 t/m 105): 01-06-2013 t/m 21-09-2013 Hitnotering (week 106): 15-02-2014 Hitnotering (week 107 t/m 109): 15-03-2014 t/m 29-03-2014 Hitnotering (week 110 t/m 116): 24-05-2014 t/m 05-07-2014 Hitnotering (week 117 t/m 124): 19-07-2014 t/m 06-09-2014 Hitnotering (week 125 t/m 126): 20-09-2014 t/m 27-09-2014 Hitnotering (week 127 t/m 129): 25-10-2014 t/m 08-11-2014 Hitnotering (week 130): 07-02-2015 Hitnotering (week 131): 21-02-2015 Hitnotering (week 132 t/m 133): 07-03-2015 t/m 14-03-2015 Hitnotering (week 134): 28-03-2015 Hitnotering (week 135 t/m 156): 11-04-2015 t/m 05-09-2015 Hitnotering (week 157 t/m 158): 19-09-2015 t/m 26-09-2015 Hitnotering (week 159 t/m 209): 10-10-2015 t/m 24-09-2016 Hitnotering (week 210): 08-10-2016 Hitnotering (week 211 t/m 212): 12-11-2016 t/m 19-11-2016 Hitnotering (week 213 t/m 214): 03-12-2016 t/m 10-12-2016 Hitnotering (week 215 t/m 216): 31-12-2016 t/m 07-01-2017 Hitnotering (week 217 t/m 226): 28-01-2017 t/m 01-04-2017 Hitnotering (week 227 t/m 251): 15-04-2017 t/m 30-09-2017 Hitnotering (week 252 t/m 319): 21-10-2017 t/m 02-02-2019 Hitnotering (week 320 t/m 348): 16-02-2019 t/m 31-08-2019 Hitnotering (week 349 t/m 351): 05-10-2019 t/m 19-10-2019 Hitnotering (week 352 t/m 357): 14-12-2019 t/m 18-01-2020 Hitnotering (week 358 t/m 360): 08-02-2020 t/m 22-02-2020 Hitnotering (week 361 t/m 384): 21-03-2020 t/m 29-08-2020 Hitnotering (week 385): 05-12-2020 Hitnotering (week 386 t/m 387): 19-12-2020 t/m 26-12-2020 Hitnotering (week 388 t/m 390): 03-04-2021 t/m 17-04-2021 Hitnotering (week 391): 01-05-2021 Hitnotering (week 392 t/m 403): 05-06-2021 t/m 21-08-2021 Hitnotering (week 404): 11-09-2021 Hitnotering (week 405 tot heden): 25-09-2021 tot heden | Hitnotering (week 1 t/m 3): 09-08-1997 t/m 17-08-1997 Hitnotering (week 4 t/m 5): 30-08-1997 t/m 06-09-1997 Hitnotering (week 6 t/m 7): 20-06-1998 t/m 27-06-1998 Hitnotering (week 8 t/m 9): 11-07-1998 t/m 18-07-1998 Hitnotering (week 10 t/m 11): 15-08-1998 t/m 22-08-1998 Hitnotering (week 12): 26-09-1998 Hitnotering (week 13): 29-01-2000 Hitnotering (week 14 t/m 17): 16-02-2002 t/m 09-03-2002 Hitnotering (week 18 t/m 20): 03-01-2004 t/m 17-01-2004 Hitnotering (week 21): 07-02-2004 Hitnotering (week 22 t/m 23): 20-03-2004 t/m 27-03-2004 Hitnotering (week 24 t/m 25): 01-05-2004 t/m 08-05-2004 Hitnotering (week 26 t/m 28): 07-08-2004 t/m 21-08-2004 Hitnotering (week 29 t/m 44): 02-07-2005 t/m 15-10-2005 Hitnotering (week 45): 19-08-2006 Hitnotering (week 46 t/m 49): 14-10-2006 t/m 04-11-2006 Hitnotering (week 50 t/m 51): 18-08-2007 t/m 25-08-2007 Hitnotering (week 52): 02-08-2008 Hitnotering (week 53): 30-08-2008 Hitnotering (week 54): 04-10-2008 Hitnotering (week 55): 14-03-2009 Hitnotering (week 56): 01-08-2009 Hitnotering (week 57): 31-07-2010 Hitnotering (week 58): 14-08-2010 Hitnotering (week 59 t/m 63): 19-05-2012 t/m 16-06-2012 Hitnotering (week 64 t/m 75): 14-07-2012 t/m 29-09-2012 Hitnotering (week 76): 19-01-2013 Hitnotering (week 77 t/m 81): 02-02-2013 t/m 02-03-2013 Hitnotering (week 82 t/m 83): 23-03-2013 t/m 30-03-2013 Hitnotering (week 84 t/m 88): 20-04-2013 t/m 18-05-2013 Hitnotering (week 89 t/m 105): 01-06-2013 t/m 21-09-2013 Hitnotering (week 106): 15-02-2014 Hitnotering (week 107 t/m 109): 15-03-2014 t/m 29-03-2014 Hitnotering (week 110 t/m 116): 24-05-2014 t/m 05-07-2014 Hitnotering (week 117 t/m 124): 19-07-2014 t/m 06-09-2014 Hitnotering (week 125 t/m 126): 20-09-2014 t/m 27-09-2014 Hitnotering (week 127 t/m 129): 25-10-2014 t/m 08-11-2014 Hitnotering (week 130): 07-02-2015 Hitnotering (week 131): 21-02-2015 Hitnotering (week 132 t/m 133): 07-03-2015 t/m 14-03-2015 Hitnotering (week 134): 28-03-2015 Hitnotering (week 135 t/m 156): 11-04-2015 t/m 05-09-2015 Hitnotering (week 157 t/m 158): 19-09-2015 t/m 26-09-2015 Hitnotering (week 159 t/m 209): 10-10-2015 t/m 24-09-2016 Hitnotering (week 210): 08-10-2016 Hitnotering (week 211 t/m 212): 12-11-2016 t/m 19-11-2016 Hitnotering (week 213 t/m 214): 03-12-2016 t/m 10-12-2016 Hitnotering (week 215 t/m 216): 31-12-2016 t/m 07-01-2017 Hitnotering (week 217 t/m 226): 28-01-2017 t/m 01-04-2017 Hitnotering (week 227 t/m 251): 15-04-2017 t/m 30-09-2017 Hitnotering (week 252 t/m 319): 21-10-2017 t/m 02-02-2019 Hitnotering (week 320 t/m 348): 16-02-2019 t/m 31-08-2019 Hitnotering (week 349 t/m 351): 05-10-2019 t/m 19-10-2019 Hitnotering (week 352 t/m 357): 14-12-2019 t/m 18-01-2020 Hitnotering (week 358 t/m 360): 08-02-2020 t/m 22-02-2020 Hitnotering (week 361 t/m 384): 21-03-2020 t/m 29-08-2020 Hitnotering (week 385): 05-12-2020 Hitnotering (week 386 t/m 387): 19-12-2020 t/m 26-12-2020 Hitnotering (week 388 t/m 390): 03-04-2021 t/m 17-04-2021 Hitnotering (week 391): 01-05-2021 Hitnotering (week 392 t/m 403): 05-06-2021 t/m 21-08-2021 Hitnotering (week 404): 11-09-2021 Hitnotering (week 405 tot heden): 25-09-2021 tot heden | Hitnotering (week 1 t/m 3): 09-08-1997 t/m 17-08-1997 Hitnotering (week 4 t/m 5): 30-08-1997 t/m 06-09-1997 Hitnotering (week 6 t/m 7): 20-06-1998 t/m 27-06-1998 Hitnotering (week 8 t/m 9): 11-07-1998 t/m 18-07-1998 Hitnotering (week 10 t/m 11): 15-08-1998 t/m 22-08-1998 Hitnotering (week 12): 26-09-1998 Hitnotering (week 13): 29-01-2000 Hitnotering (week 14 t/m 17): 16-02-2002 t/m 09-03-2002 Hitnotering (week 18 t/m 20): 03-01-2004 t/m 17-01-2004 Hitnotering (week 21): 07-02-2004 Hitnotering (week 22 t/m 23): 20-03-2004 t/m 27-03-2004 Hitnotering (week 24 t/m 25): 01-05-2004 t/m 08-05-2004 Hitnotering (week 26 t/m 28): 07-08-2004 t/m 21-08-2004 Hitnotering (week 29 t/m 44): 02-07-2005 t/m 15-10-2005 Hitnotering (week 45): 19-08-2006 Hitnotering (week 46 t/m 49): 14-10-2006 t/m 04-11-2006 Hitnotering (week 50 t/m 51): 18-08-2007 t/m 25-08-2007 Hitnotering (week 52): 02-08-2008 Hitnotering (week 53): 30-08-2008 Hitnotering (week 54): 04-10-2008 Hitnotering (week 55): 14-03-2009 Hitnotering (week 56): 01-08-2009 Hitnotering (week 57): 31-07-2010 Hitnotering (week 58): 14-08-2010 Hitnotering (week 59 t/m 63): 19-05-2012 t/m 16-06-2012 Hitnotering (week 64 t/m 75): 14-07-2012 t/m 29-09-2012 Hitnotering (week 76): 19-01-2013 Hitnotering (week 77 t/m 81): 02-02-2013 t/m 02-03-2013 Hitnotering (week 82 t/m 83): 23-03-2013 t/m 30-03-2013 Hitnotering (week 84 t/m 88): 20-04-2013 t/m 18-05-2013 Hitnotering (week 89 t/m 105): 01-06-2013 t/m 21-09-2013 Hitnotering (week 106): 15-02-2014 Hitnotering (week 107 t/m 109): 15-03-2014 t/m 29-03-2014 Hitnotering (week 110 t/m 116): 24-05-2014 t/m 05-07-2014 Hitnotering (week 117 t/m 124): 19-07-2014 t/m 06-09-2014 Hitnotering (week 125 t/m 126): 20-09-2014 t/m 27-09-2014 Hitnotering (week 127 t/m 129): 25-10-2014 t/m 08-11-2014 Hitnotering (week 130): 07-02-2015 Hitnotering (week 131): 21-02-2015 Hitnotering (week 132 t/m 133): 07-03-2015 t/m 14-03-2015 Hitnotering (week 134): 28-03-2015 Hitnotering (week 135 t/m 156): 11-04-2015 t/m 05-09-2015 Hitnotering (week 157 t/m 158): 19-09-2015 t/m 26-09-2015 Hitnotering (week 159 t/m 209): 10-10-2015 t/m 24-09-2016 Hitnotering (week 210): 08-10-2016 Hitnotering (week 211 t/m 212): 12-11-2016 t/m 19-11-2016 Hitnotering (week 213 t/m 214): 03-12-2016 t/m 10-12-2016 Hitnotering (week 215 t/m 216): 31-12-2016 t/m 07-01-2017 Hitnotering (week 217 t/m 226): 28-01-2017 t/m 01-04-2017 Hitnotering (week 227 t/m 251): 15-04-2017 t/m 30-09-2017 Hitnotering (week 252 t/m 319): 21-10-2017 t/m 02-02-2019 Hitnotering (week 320 t/m 348): 16-02-2019 t/m 31-08-2019 Hitnotering (week 349 t/m 351): 05-10-2019 t/m 19-10-2019 Hitnotering (week 352 t/m 357): 14-12-2019 t/m 18-01-2020 Hitnotering (week 358 t/m 360): 08-02-2020 t/m 22-02-2020 Hitnotering (week 361 t/m 384): 21-03-2020 t/m 29-08-2020 Hitnotering (week 385): 05-12-2020 Hitnotering (week 386 t/m 387): 19-12-2020 t/m 26-12-2020 Hitnotering (week 388 t/m 390): 03-04-2021 t/m 17-04-2021 Hitnotering (week 391): 01-05-2021 Hitnotering (week 392 t/m 403): 05-06-2021 t/m 21-08-2021 Hitnotering (week 404): 11-09-2021 Hitnotering (week 405 tot heden): 25-09-2021 tot heden | Hitnotering (week 1 t/m 3): 09-08-1997 t/m 17-08-1997 Hitnotering (week 4 t/m 5): 30-08-1997 t/m 06-09-1997 Hitnotering (week 6 t/m 7): 20-06-1998 t/m 27-06-1998 Hitnotering (week 8 t/m 9): 11-07-1998 t/m 18-07-1998 Hitnotering (week 10 t/m 11): 15-08-1998 t/m 22-08-1998 Hitnotering (week 12): 26-09-1998 Hitnotering (week 13): 29-01-2000 Hitnotering (week 14 t/m 17): 16-02-2002 t/m 09-03-2002 Hitnotering (week 18 t/m 20): 03-01-2004 t/m 17-01-2004 Hitnotering (week 21): 07-02-2004 Hitnotering (week 22 t/m 23): 20-03-2004 t/m 27-03-2004 Hitnotering (week 24 t/m 25): 01-05-2004 t/m 08-05-2004 Hitnotering (week 26 t/m 28): 07-08-2004 t/m 21-08-2004 Hitnotering (week 29 t/m 44): 02-07-2005 t/m 15-10-2005 Hitnotering (week 45): 19-08-2006 Hitnotering (week 46 t/m 49): 14-10-2006 t/m 04-11-2006 Hitnotering (week 50 t/m 51): 18-08-2007 t/m 25-08-2007 Hitnotering (week 52): 02-08-2008 Hitnotering (week 53): 30-08-2008 Hitnotering (week 54): 04-10-2008 Hitnotering (week 55): 14-03-2009 Hitnotering (week 56): 01-08-2009 Hitnotering (week 57): 31-07-2010 Hitnotering (week 58): 14-08-2010 Hitnotering (week 59 t/m 63): 19-05-2012 t/m 16-06-2012 Hitnotering (week 64 t/m 75): 14-07-2012 t/m 29-09-2012 Hitnotering (week 76): 19-01-2013 Hitnotering (week 77 t/m 81): 02-02-2013 t/m 02-03-2013 Hitnotering (week 82 t/m 83): 23-03-2013 t/m 30-03-2013 Hitnotering (week 84 t/m 88): 20-04-2013 t/m 18-05-2013 Hitnotering (week 89 t/m 105): 01-06-2013 t/m 21-09-2013 Hitnotering (week 106): 15-02-2014 Hitnotering (week 107 t/m 109): 15-03-2014 t/m 29-03-2014 Hitnotering (week 110 t/m 116): 24-05-2014 t/m 05-07-2014 Hitnotering (week 117 t/m 124): 19-07-2014 t/m 06-09-2014 Hitnotering (week 125 t/m 126): 20-09-2014 t/m 27-09-2014 Hitnotering (week 127 t/m 129): 25-10-2014 t/m 08-11-2014 Hitnotering (week 130): 07-02-2015 Hitnotering (week 131): 21-02-2015 Hitnotering (week 132 t/m 133): 07-03-2015 t/m 14-03-2015 Hitnotering (week 134): 28-03-2015 Hitnotering (week 135 t/m 156): 11-04-2015 t/m 05-09-2015 Hitnotering (week 157 t/m 158): 19-09-2015 t/m 26-09-2015 Hitnotering (week 159 t/m 209): 10-10-2015 t/m 24-09-2016 Hitnotering (week 210): 08-10-2016 Hitnotering (week 211 t/m 212): 12-11-2016 t/m 19-11-2016 Hitnotering (week 213 t/m 214): 03-12-2016 t/m 10-12-2016 Hitnotering (week 215 t/m 216): 31-12-2016 t/m 07-01-2017 Hitnotering (week 217 t/m 226): 28-01-2017 t/m 01-04-2017 Hitnotering (week 227 t/m 251): 15-04-2017 t/m 30-09-2017 Hitnotering (week 252 t/m 319): 21-10-2017 t/m 02-02-2019 Hitnotering (week 320 t/m 348): 16-02-2019 t/m 31-08-2019 Hitnotering (week 349 t/m 351): 05-10-2019 t/m 19-10-2019 Hitnotering (week 352 t/m 357): 14-12-2019 t/m 18-01-2020 Hitnotering (week 358 t/m 360): 08-02-2020 t/m 22-02-2020 Hitnotering (week 361 t/m 384): 21-03-2020 t/m 29-08-2020 Hitnotering (week 385): 05-12-2020 Hitnotering (week 386 t/m 387): 19-12-2020 t/m 26-12-2020 Hitnotering (week 388 t/m 390): 03-04-2021 t/m 17-04-2021 Hitnotering (week 391): 01-05-2021 Hitnotering (week 392 t/m 403): 05-06-2021 t/m 21-08-2021 Hitnotering (week 404): 11-09-2021 Hitnotering (week 405 tot heden): 25-09-2021 tot heden | Hitnotering (week 1 t/m 3): 09-08-1997 t/m 17-08-1997 Hitnotering (week 4 t/m 5): 30-08-1997 t/m 06-09-1997 Hitnotering (week 6 t/m 7): 20-06-1998 t/m 27-06-1998 Hitnotering (week 8 t/m 9): 11-07-1998 t/m 18-07-1998 Hitnotering (week 10 t/m 11): 15-08-1998 t/m 22-08-1998 Hitnotering (week 12): 26-09-1998 Hitnotering (week 13): 29-01-2000 Hitnotering (week 14 t/m 17): 16-02-2002 t/m 09-03-2002 Hitnotering (week 18 t/m 20): 03-01-2004 t/m 17-01-2004 Hitnotering (week 21): 07-02-2004 Hitnotering (week 22 t/m 23): 20-03-2004 t/m 27-03-2004 Hitnotering (week 24 t/m 25): 01-05-2004 t/m 08-05-2004 Hitnotering (week 26 t/m 28): 07-08-2004 t/m 21-08-2004 Hitnotering (week 29 t/m 44): 02-07-2005 t/m 15-10-2005 Hitnotering (week 45): 19-08-2006 Hitnotering (week 46 t/m 49): 14-10-2006 t/m 04-11-2006 Hitnotering (week 50 t/m 51): 18-08-2007 t/m 25-08-2007 Hitnotering (week 52): 02-08-2008 Hitnotering (week 53): 30-08-2008 Hitnotering (week 54): 04-10-2008 Hitnotering (week 55): 14-03-2009 Hitnotering (week 56): 01-08-2009 Hitnotering (week 57): 31-07-2010 Hitnotering (week 58): 14-08-2010 Hitnotering (week 59 t/m 63): 19-05-2012 t/m 16-06-2012 Hitnotering (week 64 t/m 75): 14-07-2012 t/m 29-09-2012 Hitnotering (week 76): 19-01-2013 Hitnotering (week 77 t/m 81): 02-02-2013 t/m 02-03-2013 Hitnotering (week 82 t/m 83): 23-03-2013 t/m 30-03-2013 Hitnotering (week 84 t/m 88): 20-04-2013 t/m 18-05-2013 Hitnotering (week 89 t/m 105): 01-06-2013 t/m 21-09-2013 Hitnotering (week 106): 15-02-2014 Hitnotering (week 107 t/m 109): 15-03-2014 t/m 29-03-2014 Hitnotering (week 110 t/m 116): 24-05-2014 t/m 05-07-2014 Hitnotering (week 117 t/m 124): 19-07-2014 t/m 06-09-2014 Hitnotering (week 125 t/m 126): 20-09-2014 t/m 27-09-2014 Hitnotering (week 127 t/m 129): 25-10-2014 t/m 08-11-2014 Hitnotering (week 130): 07-02-2015 Hitnotering (week 131): 21-02-2015 Hitnotering (week 132 t/m 133): 07-03-2015 t/m 14-03-2015 Hitnotering (week 134): 28-03-2015 Hitnotering (week 135 t/m 156): 11-04-2015 t/m 05-09-2015 Hitnotering (week 157 t/m 158): 19-09-2015 t/m 26-09-2015 Hitnotering (week 159 t/m 209): 10-10-2015 t/m 24-09-2016 Hitnotering (week 210): 08-10-2016 Hitnotering (week 211 t/m 212): 12-11-2016 t/m 19-11-2016 Hitnotering (week 213 t/m 214): 03-12-2016 t/m 10-12-2016 Hitnotering (week 215 t/m 216): 31-12-2016 t/m 07-01-2017 Hitnotering (week 217 t/m 226): 28-01-2017 t/m 01-04-2017 Hitnotering (week 227 t/m 251): 15-04-2017 t/m 30-09-2017 Hitnotering (week 252 t/m 319): 21-10-2017 t/m 02-02-2019 Hitnotering (week 320 t/m 348): 16-02-2019 t/m 31-08-2019 Hitnotering (week 349 t/m 351): 05-10-2019 t/m 19-10-2019 Hitnotering (week 352 t/m 357): 14-12-2019 t/m 18-01-2020 Hitnotering (week 358 t/m 360): 08-02-2020 t/m 22-02-2020 Hitnotering (week 361 t/m 384): 21-03-2020 t/m 29-08-2020 Hitnotering (week 385): 05-12-2020 Hitnotering (week 386 t/m 387): 19-12-2020 t/m 26-12-2020 Hitnotering (week 388 t/m 390): 03-04-2021 t/m 17-04-2021 Hitnotering (week 391): 01-05-2021 Hitnotering (week 392 t/m 403): 05-06-2021 t/m 21-08-2021 Hitnotering (week 404): 11-09-2021 Hitnotering (week 405 tot heden): 25-09-2021 tot heden | Hitnotering (week 1 t/m 3): 09-08-1997 t/m 17-08-1997 Hitnotering (week 4 t/m 5): 30-08-1997 t/m 06-09-1997 Hitnotering (week 6 t/m 7): 20-06-1998 t/m 27-06-1998 Hitnotering (week 8 t/m 9): 11-07-1998 t/m 18-07-1998 Hitnotering (week 10 t/m 11): 15-08-1998 t/m 22-08-1998 Hitnotering (week 12): 26-09-1998 Hitnotering (week 13): 29-01-2000 Hitnotering (week 14 t/m 17): 16-02-2002 t/m 09-03-2002 Hitnotering (week 18 t/m 20): 03-01-2004 t/m 17-01-2004 Hitnotering (week 21): 07-02-2004 Hitnotering (week 22 t/m 23): 20-03-2004 t/m 27-03-2004 Hitnotering (week 24 t/m 25): 01-05-2004 t/m 08-05-2004 Hitnotering (week 26 t/m 28): 07-08-2004 t/m 21-08-2004 Hitnotering (week 29 t/m 44): 02-07-2005 t/m 15-10-2005 Hitnotering (week 45): 19-08-2006 Hitnotering (week 46 t/m 49): 14-10-2006 t/m 04-11-2006 Hitnotering (week 50 t/m 51): 18-08-2007 t/m 25-08-2007 Hitnotering (week 52): 02-08-2008 Hitnotering (week 53): 30-08-2008 Hitnotering (week 54): 04-10-2008 Hitnotering (week 55): 14-03-2009 Hitnotering (week 56): 01-08-2009 Hitnotering (week 57): 31-07-2010 Hitnotering (week 58): 14-08-2010 Hitnotering (week 59 t/m 63): 19-05-2012 t/m 16-06-2012 Hitnotering (week 64 t/m 75): 14-07-2012 t/m 29-09-2012 Hitnotering (week 76): 19-01-2013 Hitnotering (week 77 t/m 81): 02-02-2013 t/m 02-03-2013 Hitnotering (week 82 t/m 83): 23-03-2013 t/m 30-03-2013 Hitnotering (week 84 t/m 88): 20-04-2013 t/m 18-05-2013 Hitnotering (week 89 t/m 105): 01-06-2013 t/m 21-09-2013 Hitnotering (week 106): 15-02-2014 Hitnotering (week 107 t/m 109): 15-03-2014 t/m 29-03-2014 Hitnotering (week 110 t/m 116): 24-05-2014 t/m 05-07-2014 Hitnotering (week 117 t/m 124): 19-07-2014 t/m 06-09-2014 Hitnotering (week 125 t/m 126): 20-09-2014 t/m 27-09-2014 Hitnotering (week 127 t/m 129): 25-10-2014 t/m 08-11-2014 Hitnotering (week 130): 07-02-2015 Hitnotering (week 131): 21-02-2015 Hitnotering (week 132 t/m 133): 07-03-2015 t/m 14-03-2015 Hitnotering (week 134): 28-03-2015 Hitnotering (week 135 t/m 156): 11-04-2015 t/m 05-09-2015 Hitnotering (week 157 t/m 158): 19-09-2015 t/m 26-09-2015 Hitnotering (week 159 t/m 209): 10-10-2015 t/m 24-09-2016 Hitnotering (week 210): 08-10-2016 Hitnotering (week 211 t/m 212): 12-11-2016 t/m 19-11-2016 Hitnotering (week 213 t/m 214): 03-12-2016 t/m 10-12-2016 Hitnotering (week 215 t/m 216): 31-12-2016 t/m 07-01-2017 Hitnotering (week 217 t/m 226): 28-01-2017 t/m 01-04-2017 Hitnotering (week 227 t/m 251): 15-04-2017 t/m 30-09-2017 Hitnotering (week 252 t/m 319): 21-10-2017 t/m 02-02-2019 Hitnotering (week 320 t/m 348): 16-02-2019 t/m 31-08-2019 Hitnotering (week 349 t/m 351): 05-10-2019 t/m 19-10-2019 Hitnotering (week 352 t/m 357): 14-12-2019 t/m 18-01-2020 Hitnotering (week 358 t/m 360): 08-02-2020 t/m 22-02-2020 Hitnotering (week 361 t/m 384): 21-03-2020 t/m 29-08-2020 Hitnotering (week 385): 05-12-2020 Hitnotering (week 386 t/m 387): 19-12-2020 t/m 26-12-2020 Hitnotering (week 388 t/m 390): 03-04-2021 t/m 17-04-2021 Hitnotering (week 391): 01-05-2021 Hitnotering (week 392 t/m 403): 05-06-2021 t/m 21-08-2021 Hitnotering (week 404): 11-09-2021 Hitnotering (week 405 tot heden): 25-09-2021 tot heden | Hitnotering (week 1 t/m 3): 09-08-1997 t/m 17-08-1997 Hitnotering (week 4 t/m 5): 30-08-1997 t/m 06-09-1997 Hitnotering (week 6 t/m 7): 20-06-1998 t/m 27-06-1998 Hitnotering (week 8 t/m 9): 11-07-1998 t/m 18-07-1998 Hitnotering (week 10 t/m 11): 15-08-1998 t/m 22-08-1998 Hitnotering (week 12): 26-09-1998 Hitnotering (week 13): 29-01-2000 Hitnotering (week 14 t/m 17): 16-02-2002 t/m 09-03-2002 Hitnotering (week 18 t/m 20): 03-01-2004 t/m 17-01-2004 Hitnotering (week 21): 07-02-2004 Hitnotering (week 22 t/m 23): 20-03-2004 t/m 27-03-2004 Hitnotering (week 24 t/m 25): 01-05-2004 t/m 08-05-2004 Hitnotering (week 26 t/m 28): 07-08-2004 t/m 21-08-2004 Hitnotering (week 29 t/m 44): 02-07-2005 t/m 15-10-2005 Hitnotering (week 45): 19-08-2006 Hitnotering (week 46 t/m 49): 14-10-2006 t/m 04-11-2006 Hitnotering (week 50 t/m 51): 18-08-2007 t/m 25-08-2007 Hitnotering (week 52): 02-08-2008 Hitnotering (week 53): 30-08-2008 Hitnotering (week 54): 04-10-2008 Hitnotering (week 55): 14-03-2009 Hitnotering (week 56): 01-08-2009 Hitnotering (week 57): 31-07-2010 Hitnotering (week 58): 14-08-2010 Hitnotering (week 59 t/m 63): 19-05-2012 t/m 16-06-2012 Hitnotering (week 64 t/m 75): 14-07-2012 t/m 29-09-2012 Hitnotering (week 76): 19-01-2013 Hitnotering (week 77 t/m 81): 02-02-2013 t/m 02-03-2013 Hitnotering (week 82 t/m 83): 23-03-2013 t/m 30-03-2013 Hitnotering (week 84 t/m 88): 20-04-2013 t/m 18-05-2013 Hitnotering (week 89 t/m 105): 01-06-2013 t/m 21-09-2013 Hitnotering (week 106): 15-02-2014 Hitnotering (week 107 t/m 109): 15-03-2014 t/m 29-03-2014 Hitnotering (week 110 t/m 116): 24-05-2014 t/m 05-07-2014 Hitnotering (week 117 t/m 124): 19-07-2014 t/m 06-09-2014 Hitnotering (week 125 t/m 126): 20-09-2014 t/m 27-09-2014 Hitnotering (week 127 t/m 129): 25-10-2014 t/m 08-11-2014 Hitnotering (week 130): 07-02-2015 Hitnotering (week 131): 21-02-2015 Hitnotering (week 132 t/m 133): 07-03-2015 t/m 14-03-2015 Hitnotering (week 134): 28-03-2015 Hitnotering (week 135 t/m 156): 11-04-2015 t/m 05-09-2015 Hitnotering (week 157 t/m 158): 19-09-2015 t/m 26-09-2015 Hitnotering (week 159 t/m 209): 10-10-2015 t/m 24-09-2016 Hitnotering (week 210): 08-10-2016 Hitnotering (week 211 t/m 212): 12-11-2016 t/m 19-11-2016 Hitnotering (week 213 t/m 214): 03-12-2016 t/m 10-12-2016 Hitnotering (week 215 t/m 216): 31-12-2016 t/m 07-01-2017 Hitnotering (week 217 t/m 226): 28-01-2017 t/m 01-04-2017 Hitnotering (week 227 t/m 251): 15-04-2017 t/m 30-09-2017 Hitnotering (week 252 t/m 319): 21-10-2017 t/m 02-02-2019 Hitnotering (week 320 t/m 348): 16-02-2019 t/m 31-08-2019 Hitnotering (week 349 t/m 351): 05-10-2019 t/m 19-10-2019 Hitnotering (week 352 t/m 357): 14-12-2019 t/m 18-01-2020 Hitnotering (week 358 t/m 360): 08-02-2020 t/m 22-02-2020 Hitnotering (week 361 t/m 384): 21-03-2020 t/m 29-08-2020 Hitnotering (week 385): 05-12-2020 Hitnotering (week 386 t/m 387): 19-12-2020 t/m 26-12-2020 Hitnotering (week 388 t/m 390): 03-04-2021 t/m 17-04-2021 Hitnotering (week 391): 01-05-2021 Hitnotering (week 392 t/m 403): 05-06-2021 t/m 21-08-2021 Hitnotering (week 404): 11-09-2021 Hitnotering (week 405 tot heden): 25-09-2021 tot heden | Hitnotering (week 1 t/m 3): 09-08-1997 t/m 17-08-1997 Hitnotering (week 4 t/m 5): 30-08-1997 t/m 06-09-1997 Hitnotering (week 6 t/m 7): 20-06-1998 t/m 27-06-1998 Hitnotering (week 8 t/m 9): 11-07-1998 t/m 18-07-1998 Hitnotering (week 10 t/m 11): 15-08-1998 t/m 22-08-1998 Hitnotering (week 12): 26-09-1998 Hitnotering (week 13): 29-01-2000 Hitnotering (week 14 t/m 17): 16-02-2002 t/m 09-03-2002 Hitnotering (week 18 t/m 20): 03-01-2004 t/m 17-01-2004 Hitnotering (week 21): 07-02-2004 Hitnotering (week 22 t/m 23): 20-03-2004 t/m 27-03-2004 Hitnotering (week 24 t/m 25): 01-05-2004 t/m 08-05-2004 Hitnotering (week 26 t/m 28): 07-08-2004 t/m 21-08-2004 Hitnotering (week 29 t/m 44): 02-07-2005 t/m 15-10-2005 Hitnotering (week 45): 19-08-2006 Hitnotering (week 46 t/m 49): 14-10-2006 t/m 04-11-2006 Hitnotering (week 50 t/m 51): 18-08-2007 t/m 25-08-2007 Hitnotering (week 52): 02-08-2008 Hitnotering (week 53): 30-08-2008 Hitnotering (week 54): 04-10-2008 Hitnotering (week 55): 14-03-2009 Hitnotering (week 56): 01-08-2009 Hitnotering (week 57): 31-07-2010 Hitnotering (week 58): 14-08-2010 Hitnotering (week 59 t/m 63): 19-05-2012 t/m 16-06-2012 Hitnotering (week 64 t/m 75): 14-07-2012 t/m 29-09-2012 Hitnotering (week 76): 19-01-2013 Hitnotering (week 77 t/m 81): 02-02-2013 t/m 02-03-2013 Hitnotering (week 82 t/m 83): 23-03-2013 t/m 30-03-2013 Hitnotering (week 84 t/m 88): 20-04-2013 t/m 18-05-2013 Hitnotering (week 89 t/m 105): 01-06-2013 t/m 21-09-2013 Hitnotering (week 106): 15-02-2014 Hitnotering (week 107 t/m 109): 15-03-2014 t/m 29-03-2014 Hitnotering (week 110 t/m 116): 24-05-2014 t/m 05-07-2014 Hitnotering (week 117 t/m 124): 19-07-2014 t/m 06-09-2014 Hitnotering (week 125 t/m 126): 20-09-2014 t/m 27-09-2014 Hitnotering (week 127 t/m 129): 25-10-2014 t/m 08-11-2014 Hitnotering (week 130): 07-02-2015 Hitnotering (week 131): 21-02-2015 Hitnotering (week 132 t/m 133): 07-03-2015 t/m 14-03-2015 Hitnotering (week 134): 28-03-2015 Hitnotering (week 135 t/m 156): 11-04-2015 t/m 05-09-2015 Hitnotering (week 157 t/m 158): 19-09-2015 t/m 26-09-2015 Hitnotering (week 159 t/m 209): 10-10-2015 t/m 24-09-2016 Hitnotering (week 210): 08-10-2016 Hitnotering (week 211 t/m 212): 12-11-2016 t/m 19-11-2016 Hitnotering (week 213 t/m 214): 03-12-2016 t/m 10-12-2016 Hitnotering (week 215 t/m 216): 31-12-2016 t/m 07-01-2017 Hitnotering (week 217 t/m 226): 28-01-2017 t/m 01-04-2017 Hitnotering (week 227 t/m 251): 15-04-2017 t/m 30-09-2017 Hitnotering (week 252 t/m 319): 21-10-2017 t/m 02-02-2019 Hitnotering (week 320 t/m 348): 16-02-2019 t/m 31-08-2019 Hitnotering (week 349 t/m 351): 05-10-2019 t/m 19-10-2019 Hitnotering (week 352 t/m 357): 14-12-2019 t/m 18-01-2020 Hitnotering (week 358 t/m 360): 08-02-2020 t/m 22-02-2020 Hitnotering (week 361 t/m 384): 21-03-2020 t/m 29-08-2020 Hitnotering (week 385): 05-12-2020 Hitnotering (week 386 t/m 387): 19-12-2020 t/m 26-12-2020 Hitnotering (week 388 t/m 390): 03-04-2021 t/m 17-04-2021 Hitnotering (week 391): 01-05-2021 Hitnotering (week 392 t/m 403): 05-06-2021 t/m 21-08-2021 Hitnotering (week 404): 11-09-2021 Hitnotering (week 405 tot heden): 25-09-2021 tot heden | Hitnotering (week 1 t/m 3): 09-08-1997 t/m 17-08-1997 Hitnotering (week 4 t/m 5): 30-08-1997 t/m 06-09-1997 Hitnotering (week 6 t/m 7): 20-06-1998 t/m 27-06-1998 Hitnotering (week 8 t/m 9): 11-07-1998 t/m 18-07-1998 Hitnotering (week 10 t/m 11): 15-08-1998 t/m 22-08-1998 Hitnotering (week 12): 26-09-1998 Hitnotering (week 13): 29-01-2000 Hitnotering (week 14 t/m 17): 16-02-2002 t/m 09-03-2002 Hitnotering (week 18 t/m 20): 03-01-2004 t/m 17-01-2004 Hitnotering (week 21): 07-02-2004 Hitnotering (week 22 t/m 23): 20-03-2004 t/m 27-03-2004 Hitnotering (week 24 t/m 25): 01-05-2004 t/m 08-05-2004 Hitnotering (week 26 t/m 28): 07-08-2004 t/m 21-08-2004 Hitnotering (week 29 t/m 44): 02-07-2005 t/m 15-10-2005 Hitnotering (week 45): 19-08-2006 Hitnotering (week 46 t/m 49): 14-10-2006 t/m 04-11-2006 Hitnotering (week 50 t/m 51): 18-08-2007 t/m 25-08-2007 Hitnotering (week 52): 02-08-2008 Hitnotering (week 53): 30-08-2008 Hitnotering (week 54): 04-10-2008 Hitnotering (week 55): 14-03-2009 Hitnotering (week 56): 01-08-2009 Hitnotering (week 57): 31-07-2010 Hitnotering (week 58): 14-08-2010 Hitnotering (week 59 t/m 63): 19-05-2012 t/m 16-06-2012 Hitnotering (week 64 t/m 75): 14-07-2012 t/m 29-09-2012 Hitnotering (week 76): 19-01-2013 Hitnotering (week 77 t/m 81): 02-02-2013 t/m 02-03-2013 Hitnotering (week 82 t/m 83): 23-03-2013 t/m 30-03-2013 Hitnotering (week 84 t/m 88): 20-04-2013 t/m 18-05-2013 Hitnotering (week 89 t/m 105): 01-06-2013 t/m 21-09-2013 Hitnotering (week 106): 15-02-2014 Hitnotering (week 107 t/m 109): 15-03-2014 t/m 29-03-2014 Hitnotering (week 110 t/m 116): 24-05-2014 t/m 05-07-2014 Hitnotering (week 117 t/m 124): 19-07-2014 t/m 06-09-2014 Hitnotering (week 125 t/m 126): 20-09-2014 t/m 27-09-2014 Hitnotering (week 127 t/m 129): 25-10-2014 t/m 08-11-2014 Hitnotering (week 130): 07-02-2015 Hitnotering (week 131): 21-02-2015 Hitnotering (week 132 t/m 133): 07-03-2015 t/m 14-03-2015 Hitnotering (week 134): 28-03-2015 Hitnotering (week 135 t/m 156): 11-04-2015 t/m 05-09-2015 Hitnotering (week 157 t/m 158): 19-09-2015 t/m 26-09-2015 Hitnotering (week 159 t/m 209): 10-10-2015 t/m 24-09-2016 Hitnotering (week 210): 08-10-2016 Hitnotering (week 211 t/m 212): 12-11-2016 t/m 19-11-2016 Hitnotering (week 213 t/m 214): 03-12-2016 t/m 10-12-2016 Hitnotering (week 215 t/m 216): 31-12-2016 t/m 07-01-2017 Hitnotering (week 217 t/m 226): 28-01-2017 t/m 01-04-2017 Hitnotering (week 227 t/m 251): 15-04-2017 t/m 30-09-2017 Hitnotering (week 252 t/m 319): 21-10-2017 t/m 02-02-2019 Hitnotering (week 320 t/m 348): 16-02-2019 t/m 31-08-2019 Hitnotering (week 349 t/m 351): 05-10-2019 t/m 19-10-2019 Hitnotering (week 352 t/m 357): 14-12-2019 t/m 18-01-2020 Hitnotering (week 358 t/m 360): 08-02-2020 t/m 22-02-2020 Hitnotering (week 361 t/m 384): 21-03-2020 t/m 29-08-2020 Hitnotering (week 385): 05-12-2020 Hitnotering (week 386 t/m 387): 19-12-2020 t/m 26-12-2020 Hitnotering (week 388 t/m 390): 03-04-2021 t/m 17-04-2021 Hitnotering (week 391): 01-05-2021 Hitnotering (week 392 t/m 403): 05-06-2021 t/m 21-08-2021 Hitnotering (week 404): 11-09-2021 Hitnotering (week 405 tot heden): 25-09-2021 tot heden | Hitnotering (week 1 t/m 3): 09-08-1997 t/m 17-08-1997 Hitnotering (week 4 t/m 5): 30-08-1997 t/m 06-09-1997 Hitnotering (week 6 t/m 7): 20-06-1998 t/m 27-06-1998 Hitnotering (week 8 t/m 9): 11-07-1998 t/m 18-07-1998 Hitnotering (week 10 t/m 11): 15-08-1998 t/m 22-08-1998 Hitnotering (week 12): 26-09-1998 Hitnotering (week 13): 29-01-2000 Hitnotering (week 14 t/m 17): 16-02-2002 t/m 09-03-2002 Hitnotering (week 18 t/m 20): 03-01-2004 t/m 17-01-2004 Hitnotering (week 21): 07-02-2004 Hitnotering (week 22 t/m 23): 20-03-2004 t/m 27-03-2004 Hitnotering (week 24 t/m 25): 01-05-2004 t/m 08-05-2004 Hitnotering (week 26 t/m 28): 07-08-2004 t/m 21-08-2004 Hitnotering (week 29 t/m 44): 02-07-2005 t/m 15-10-2005 Hitnotering (week 45): 19-08-2006 Hitnotering (week 46 t/m 49): 14-10-2006 t/m 04-11-2006 Hitnotering (week 50 t/m 51): 18-08-2007 t/m 25-08-2007 Hitnotering (week 52): 02-08-2008 Hitnotering (week 53): 30-08-2008 Hitnotering (week 54): 04-10-2008 Hitnotering (week 55): 14-03-2009 Hitnotering (week 56): 01-08-2009 Hitnotering (week 57): 31-07-2010 Hitnotering (week 58): 14-08-2010 Hitnotering (week 59 t/m 63): 19-05-2012 t/m 16-06-2012 Hitnotering (week 64 t/m 75): 14-07-2012 t/m 29-09-2012 Hitnotering (week 76): 19-01-2013 Hitnotering (week 77 t/m 81): 02-02-2013 t/m 02-03-2013 Hitnotering (week 82 t/m 83): 23-03-2013 t/m 30-03-2013 Hitnotering (week 84 t/m 88): 20-04-2013 t/m 18-05-2013 Hitnotering (week 89 t/m 105): 01-06-2013 t/m 21-09-2013 Hitnotering (week 106): 15-02-2014 Hitnotering (week 107 t/m 109): 15-03-2014 t/m 29-03-2014 Hitnotering (week 110 t/m 116): 24-05-2014 t/m 05-07-2014 Hitnotering (week 117 t/m 124): 19-07-2014 t/m 06-09-2014 Hitnotering (week 125 t/m 126): 20-09-2014 t/m 27-09-2014 Hitnotering (week 127 t/m 129): 25-10-2014 t/m 08-11-2014 Hitnotering (week 130): 07-02-2015 Hitnotering (week 131): 21-02-2015 Hitnotering (week 132 t/m 133): 07-03-2015 t/m 14-03-2015 Hitnotering (week 134): 28-03-2015 Hitnotering (week 135 t/m 156): 11-04-2015 t/m 05-09-2015 Hitnotering (week 157 t/m 158): 19-09-2015 t/m 26-09-2015 Hitnotering (week 159 t/m 209): 10-10-2015 t/m 24-09-2016 Hitnotering (week 210): 08-10-2016 Hitnotering (week 211 t/m 212): 12-11-2016 t/m 19-11-2016 Hitnotering (week 213 t/m 214): 03-12-2016 t/m 10-12-2016 Hitnotering (week 215 t/m 216): 31-12-2016 t/m 07-01-2017 Hitnotering (week 217 t/m 226): 28-01-2017 t/m 01-04-2017 Hitnotering (week 227 t/m 251): 15-04-2017 t/m 30-09-2017 Hitnotering (week 252 t/m 319): 21-10-2017 t/m 02-02-2019 Hitnotering (week 320 t/m 348): 16-02-2019 t/m 31-08-2019 Hitnotering (week 349 t/m 351): 05-10-2019 t/m 19-10-2019 Hitnotering (week 352 t/m 357): 14-12-2019 t/m 18-01-2020 Hitnotering (week 358 t/m 360): 08-02-2020 t/m 22-02-2020 Hitnotering (week 361 t/m 384): 21-03-2020 t/m 29-08-2020 Hitnotering (week 385): 05-12-2020 Hitnotering (week 386 t/m 387): 19-12-2020 t/m 26-12-2020 Hitnotering (week 388 t/m 390): 03-04-2021 t/m 17-04-2021 Hitnotering (week 391): 01-05-2021 Hitnotering (week 392 t/m 403): 05-06-2021 t/m 21-08-2021 Hitnotering (week 404): 11-09-2021 Hitnotering (week 405 tot heden): 25-09-2021 tot heden | Hitnotering (week 1 t/m 3): 09-08-1997 t/m 17-08-1997 Hitnotering (week 4 t/m 5): 30-08-1997 t/m 06-09-1997 Hitnotering (week 6 t/m 7): 20-06-1998 t/m 27-06-1998 Hitnotering (week 8 t/m 9): 11-07-1998 t/m 18-07-1998 Hitnotering (week 10 t/m 11): 15-08-1998 t/m 22-08-1998 Hitnotering (week 12): 26-09-1998 Hitnotering (week 13): 29-01-2000 Hitnotering (week 14 t/m 17): 16-02-2002 t/m 09-03-2002 Hitnotering (week 18 t/m 20): 03-01-2004 t/m 17-01-2004 Hitnotering (week 21): 07-02-2004 Hitnotering (week 22 t/m 23): 20-03-2004 t/m 27-03-2004 Hitnotering (week 24 t/m 25): 01-05-2004 t/m 08-05-2004 Hitnotering (week 26 t/m 28): 07-08-2004 t/m 21-08-2004 Hitnotering (week 29 t/m 44): 02-07-2005 t/m 15-10-2005 Hitnotering (week 45): 19-08-2006 Hitnotering (week 46 t/m 49): 14-10-2006 t/m 04-11-2006 Hitnotering (week 50 t/m 51): 18-08-2007 t/m 25-08-2007 Hitnotering (week 52): 02-08-2008 Hitnotering (week 53): 30-08-2008 Hitnotering (week 54): 04-10-2008 Hitnotering (week 55): 14-03-2009 Hitnotering (week 56): 01-08-2009 Hitnotering (week 57): 31-07-2010 Hitnotering (week 58): 14-08-2010 Hitnotering (week 59 t/m 63): 19-05-2012 t/m 16-06-2012 Hitnotering (week 64 t/m 75): 14-07-2012 t/m 29-09-2012 Hitnotering (week 76): 19-01-2013 Hitnotering (week 77 t/m 81): 02-02-2013 t/m 02-03-2013 Hitnotering (week 82 t/m 83): 23-03-2013 t/m 30-03-2013 Hitnotering (week 84 t/m 88): 20-04-2013 t/m 18-05-2013 Hitnotering (week 89 t/m 105): 01-06-2013 t/m 21-09-2013 Hitnotering (week 106): 15-02-2014 Hitnotering (week 107 t/m 109): 15-03-2014 t/m 29-03-2014 Hitnotering (week 110 t/m 116): 24-05-2014 t/m 05-07-2014 Hitnotering (week 117 t/m 124): 19-07-2014 t/m 06-09-2014 Hitnotering (week 125 t/m 126): 20-09-2014 t/m 27-09-2014 Hitnotering (week 127 t/m 129): 25-10-2014 t/m 08-11-2014 Hitnotering (week 130): 07-02-2015 Hitnotering (week 131): 21-02-2015 Hitnotering (week 132 t/m 133): 07-03-2015 t/m 14-03-2015 Hitnotering (week 134): 28-03-2015 Hitnotering (week 135 t/m 156): 11-04-2015 t/m 05-09-2015 Hitnotering (week 157 t/m 158): 19-09-2015 t/m 26-09-2015 Hitnotering (week 159 t/m 209): 10-10-2015 t/m 24-09-2016 Hitnotering (week 210): 08-10-2016 Hitnotering (week 211 t/m 212): 12-11-2016 t/m 19-11-2016 Hitnotering (week 213 t/m 214): 03-12-2016 t/m 10-12-2016 Hitnotering (week 215 t/m 216): 31-12-2016 t/m 07-01-2017 Hitnotering (week 217 t/m 226): 28-01-2017 t/m 01-04-2017 Hitnotering (week 227 t/m 251): 15-04-2017 t/m 30-09-2017 Hitnotering (week 252 t/m 319): 21-10-2017 t/m 02-02-2019 Hitnotering (week 320 t/m 348): 16-02-2019 t/m 31-08-2019 Hitnotering (week 349 t/m 351): 05-10-2019 t/m 19-10-2019 Hitnotering (week 352 t/m 357): 14-12-2019 t/m 18-01-2020 Hitnotering (week 358 t/m 360): 08-02-2020 t/m 22-02-2020 Hitnotering (week 361 t/m 384): 21-03-2020 t/m 29-08-2020 Hitnotering (week 385): 05-12-2020 Hitnotering (week 386 t/m 387): 19-12-2020 t/m 26-12-2020 Hitnotering (week 388 t/m 390): 03-04-2021 t/m 17-04-2021 Hitnotering (week 391): 01-05-2021 Hitnotering (week 392 t/m 403): 05-06-2021 t/m 21-08-2021 Hitnotering (week 404): 11-09-2021 Hitnotering (week 405 tot heden): 25-09-2021 tot heden | Hitnotering (week 1 t/m 3): 09-08-1997 t/m 17-08-1997 Hitnotering (week 4 t/m 5): 30-08-1997 t/m 06-09-1997 Hitnotering (week 6 t/m 7): 20-06-1998 t/m 27-06-1998 Hitnotering (week 8 t/m 9): 11-07-1998 t/m 18-07-1998 Hitnotering (week 10 t/m 11): 15-08-1998 t/m 22-08-1998 Hitnotering (week 12): 26-09-1998 Hitnotering (week 13): 29-01-2000 Hitnotering (week 14 t/m 17): 16-02-2002 t/m 09-03-2002 Hitnotering (week 18 t/m 20): 03-01-2004 t/m 17-01-2004 Hitnotering (week 21): 07-02-2004 Hitnotering (week 22 t/m 23): 20-03-2004 t/m 27-03-2004 Hitnotering (week 24 t/m 25): 01-05-2004 t/m 08-05-2004 Hitnotering (week 26 t/m 28): 07-08-2004 t/m 21-08-2004 Hitnotering (week 29 t/m 44): 02-07-2005 t/m 15-10-2005 Hitnotering (week 45): 19-08-2006 Hitnotering (week 46 t/m 49): 14-10-2006 t/m 04-11-2006 Hitnotering (week 50 t/m 51): 18-08-2007 t/m 25-08-2007 Hitnotering (week 52): 02-08-2008 Hitnotering (week 53): 30-08-2008 Hitnotering (week 54): 04-10-2008 Hitnotering (week 55): 14-03-2009 Hitnotering (week 56): 01-08-2009 Hitnotering (week 57): 31-07-2010 Hitnotering (week 58): 14-08-2010 Hitnotering (week 59 t/m 63): 19-05-2012 t/m 16-06-2012 Hitnotering (week 64 t/m 75): 14-07-2012 t/m 29-09-2012 Hitnotering (week 76): 19-01-2013 Hitnotering (week 77 t/m 81): 02-02-2013 t/m 02-03-2013 Hitnotering (week 82 t/m 83): 23-03-2013 t/m 30-03-2013 Hitnotering (week 84 t/m 88): 20-04-2013 t/m 18-05-2013 Hitnotering (week 89 t/m 105): 01-06-2013 t/m 21-09-2013 Hitnotering (week 106): 15-02-2014 Hitnotering (week 107 t/m 109): 15-03-2014 t/m 29-03-2014 Hitnotering (week 110 t/m 116): 24-05-2014 t/m 05-07-2014 Hitnotering (week 117 t/m 124): 19-07-2014 t/m 06-09-2014 Hitnotering (week 125 t/m 126): 20-09-2014 t/m 27-09-2014 Hitnotering (week 127 t/m 129): 25-10-2014 t/m 08-11-2014 Hitnotering (week 130): 07-02-2015 Hitnotering (week 131): 21-02-2015 Hitnotering (week 132 t/m 133): 07-03-2015 t/m 14-03-2015 Hitnotering (week 134): 28-03-2015 Hitnotering (week 135 t/m 156): 11-04-2015 t/m 05-09-2015 Hitnotering (week 157 t/m 158): 19-09-2015 t/m 26-09-2015 Hitnotering (week 159 t/m 209): 10-10-2015 t/m 24-09-2016 Hitnotering (week 210): 08-10-2016 Hitnotering (week 211 t/m 212): 12-11-2016 t/m 19-11-2016 Hitnotering (week 213 t/m 214): 03-12-2016 t/m 10-12-2016 Hitnotering (week 215 t/m 216): 31-12-2016 t/m 07-01-2017 Hitnotering (week 217 t/m 226): 28-01-2017 t/m 01-04-2017 Hitnotering (week 227 t/m 251): 15-04-2017 t/m 30-09-2017 Hitnotering (week 252 t/m 319): 21-10-2017 t/m 02-02-2019 Hitnotering (week 320 t/m 348): 16-02-2019 t/m 31-08-2019 Hitnotering (week 349 t/m 351): 05-10-2019 t/m 19-10-2019 Hitnotering (week 352 t/m 357): 14-12-2019 t/m 18-01-2020 Hitnotering (week 358 t/m 360): 08-02-2020 t/m 22-02-2020 Hitnotering (week 361 t/m 384): 21-03-2020 t/m 29-08-2020 Hitnotering (week 385): 05-12-2020 Hitnotering (week 386 t/m 387): 19-12-2020 t/m 26-12-2020 Hitnotering (week 388 t/m 390): 03-04-2021 t/m 17-04-2021 Hitnotering (week 391): 01-05-2021 Hitnotering (week 392 t/m 403): 05-06-2021 t/m 21-08-2021 Hitnotering (week 404): 11-09-2021 Hitnotering (week 405 tot heden): 25-09-2021 tot heden | Hitnotering (week 1 t/m 3): 09-08-1997 t/m 17-08-1997 Hitnotering (week 4 t/m 5): 30-08-1997 t/m 06-09-1997 Hitnotering (week 6 t/m 7): 20-06-1998 t/m 27-06-1998 Hitnotering (week 8 t/m 9): 11-07-1998 t/m 18-07-1998 Hitnotering (week 10 t/m 11): 15-08-1998 t/m 22-08-1998 Hitnotering (week 12): 26-09-1998 Hitnotering (week 13): 29-01-2000 Hitnotering (week 14 t/m 17): 16-02-2002 t/m 09-03-2002 Hitnotering (week 18 t/m 20): 03-01-2004 t/m 17-01-2004 Hitnotering (week 21): 07-02-2004 Hitnotering (week 22 t/m 23): 20-03-2004 t/m 27-03-2004 Hitnotering (week 24 t/m 25): 01-05-2004 t/m 08-05-2004 Hitnotering (week 26 t/m 28): 07-08-2004 t/m 21-08-2004 Hitnotering (week 29 t/m 44): 02-07-2005 t/m 15-10-2005 Hitnotering (week 45): 19-08-2006 Hitnotering (week 46 t/m 49): 14-10-2006 t/m 04-11-2006 Hitnotering (week 50 t/m 51): 18-08-2007 t/m 25-08-2007 Hitnotering (week 52): 02-08-2008 Hitnotering (week 53): 30-08-2008 Hitnotering (week 54): 04-10-2008 Hitnotering (week 55): 14-03-2009 Hitnotering (week 56): 01-08-2009 Hitnotering (week 57): 31-07-2010 Hitnotering (week 58): 14-08-2010 Hitnotering (week 59 t/m 63): 19-05-2012 t/m 16-06-2012 Hitnotering (week 64 t/m 75): 14-07-2012 t/m 29-09-2012 Hitnotering (week 76): 19-01-2013 Hitnotering (week 77 t/m 81): 02-02-2013 t/m 02-03-2013 Hitnotering (week 82 t/m 83): 23-03-2013 t/m 30-03-2013 Hitnotering (week 84 t/m 88): 20-04-2013 t/m 18-05-2013 Hitnotering (week 89 t/m 105): 01-06-2013 t/m 21-09-2013 Hitnotering (week 106): 15-02-2014 Hitnotering (week 107 t/m 109): 15-03-2014 t/m 29-03-2014 Hitnotering (week 110 t/m 116): 24-05-2014 t/m 05-07-2014 Hitnotering (week 117 t/m 124): 19-07-2014 t/m 06-09-2014 Hitnotering (week 125 t/m 126): 20-09-2014 t/m 27-09-2014 Hitnotering (week 127 t/m 129): 25-10-2014 t/m 08-11-2014 Hitnotering (week 130): 07-02-2015 Hitnotering (week 131): 21-02-2015 Hitnotering (week 132 t/m 133): 07-03-2015 t/m 14-03-2015 Hitnotering (week 134): 28-03-2015 Hitnotering (week 135 t/m 156): 11-04-2015 t/m 05-09-2015 Hitnotering (week 157 t/m 158): 19-09-2015 t/m 26-09-2015 Hitnotering (week 159 t/m 209): 10-10-2015 t/m 24-09-2016 Hitnotering (week 210): 08-10-2016 Hitnotering (week 211 t/m 212): 12-11-2016 t/m 19-11-2016 Hitnotering (week 213 t/m 214): 03-12-2016 t/m 10-12-2016 Hitnotering (week 215 t/m 216): 31-12-2016 t/m 07-01-2017 Hitnotering (week 217 t/m 226): 28-01-2017 t/m 01-04-2017 Hitnotering (week 227 t/m 251): 15-04-2017 t/m 30-09-2017 Hitnotering (week 252 t/m 319): 21-10-2017 t/m 02-02-2019 Hitnotering (week 320 t/m 348): 16-02-2019 t/m 31-08-2019 Hitnotering (week 349 t/m 351): 05-10-2019 t/m 19-10-2019 Hitnotering (week 352 t/m 357): 14-12-2019 t/m 18-01-2020 Hitnotering (week 358 t/m 360): 08-02-2020 t/m 22-02-2020 Hitnotering (week 361 t/m 384): 21-03-2020 t/m 29-08-2020 Hitnotering (week 385): 05-12-2020 Hitnotering (week 386 t/m 387): 19-12-2020 t/m 26-12-2020 Hitnotering (week 388 t/m 390): 03-04-2021 t/m 17-04-2021 Hitnotering (week 391): 01-05-2021 Hitnotering (week 392 t/m 403): 05-06-2021 t/m 21-08-2021 Hitnotering (week 404): 11-09-2021 Hitnotering (week 405 tot heden): 25-09-2021 tot heden | Hitnotering (week 1 t/m 3): 09-08-1997 t/m 17-08-1997 Hitnotering (week 4 t/m 5): 30-08-1997 t/m 06-09-1997 Hitnotering (week 6 t/m 7): 20-06-1998 t/m 27-06-1998 Hitnotering (week 8 t/m 9): 11-07-1998 t/m 18-07-1998 Hitnotering (week 10 t/m 11): 15-08-1998 t/m 22-08-1998 Hitnotering (week 12): 26-09-1998 Hitnotering (week 13): 29-01-2000 Hitnotering (week 14 t/m 17): 16-02-2002 t/m 09-03-2002 Hitnotering (week 18 t/m 20): 03-01-2004 t/m 17-01-2004 Hitnotering (week 21): 07-02-2004 Hitnotering (week 22 t/m 23): 20-03-2004 t/m 27-03-2004 Hitnotering (week 24 t/m 25): 01-05-2004 t/m 08-05-2004 Hitnotering (week 26 t/m 28): 07-08-2004 t/m 21-08-2004 Hitnotering (week 29 t/m 44): 02-07-2005 t/m 15-10-2005 Hitnotering (week 45): 19-08-2006 Hitnotering (week 46 t/m 49): 14-10-2006 t/m 04-11-2006 Hitnotering (week 50 t/m 51): 18-08-2007 t/m 25-08-2007 Hitnotering (week 52): 02-08-2008 Hitnotering (week 53): 30-08-2008 Hitnotering (week 54): 04-10-2008 Hitnotering (week 55): 14-03-2009 Hitnotering (week 56): 01-08-2009 Hitnotering (week 57): 31-07-2010 Hitnotering (week 58): 14-08-2010 Hitnotering (week 59 t/m 63): 19-05-2012 t/m 16-06-2012 Hitnotering (week 64 t/m 75): 14-07-2012 t/m 29-09-2012 Hitnotering (week 76): 19-01-2013 Hitnotering (week 77 t/m 81): 02-02-2013 t/m 02-03-2013 Hitnotering (week 82 t/m 83): 23-03-2013 t/m 30-03-2013 Hitnotering (week 84 t/m 88): 20-04-2013 t/m 18-05-2013 Hitnotering (week 89 t/m 105): 01-06-2013 t/m 21-09-2013 Hitnotering (week 106): 15-02-2014 Hitnotering (week 107 t/m 109): 15-03-2014 t/m 29-03-2014 Hitnotering (week 110 t/m 116): 24-05-2014 t/m 05-07-2014 Hitnotering (week 117 t/m 124): 19-07-2014 t/m 06-09-2014 Hitnotering (week 125 t/m 126): 20-09-2014 t/m 27-09-2014 Hitnotering (week 127 t/m 129): 25-10-2014 t/m 08-11-2014 Hitnotering (week 130): 07-02-2015 Hitnotering (week 131): 21-02-2015 Hitnotering (week 132 t/m 133): 07-03-2015 t/m 14-03-2015 Hitnotering (week 134): 28-03-2015 Hitnotering (week 135 t/m 156): 11-04-2015 t/m 05-09-2015 Hitnotering (week 157 t/m 158): 19-09-2015 t/m 26-09-2015 Hitnotering (week 159 t/m 209): 10-10-2015 t/m 24-09-2016 Hitnotering (week 210): 08-10-2016 Hitnotering (week 211 t/m 212): 12-11-2016 t/m 19-11-2016 Hitnotering (week 213 t/m 214): 03-12-2016 t/m 10-12-2016 Hitnotering (week 215 t/m 216): 31-12-2016 t/m 07-01-2017 Hitnotering (week 217 t/m 226): 28-01-2017 t/m 01-04-2017 Hitnotering (week 227 t/m 251): 15-04-2017 t/m 30-09-2017 Hitnotering (week 252 t/m 319): 21-10-2017 t/m 02-02-2019 Hitnotering (week 320 t/m 348): 16-02-2019 t/m 31-08-2019 Hitnotering (week 349 t/m 351): 05-10-2019 t/m 19-10-2019 Hitnotering (week 352 t/m 357): 14-12-2019 t/m 18-01-2020 Hitnotering (week 358 t/m 360): 08-02-2020 t/m 22-02-2020 Hitnotering (week 361 t/m 384): 21-03-2020 t/m 29-08-2020 Hitnotering (week 385): 05-12-2020 Hitnotering (week 386 t/m 387): 19-12-2020 t/m 26-12-2020 Hitnotering (week 388 t/m 390): 03-04-2021 t/m 17-04-2021 Hitnotering (week 391): 01-05-2021 Hitnotering (week 392 t/m 403): 05-06-2021 t/m 21-08-2021 Hitnotering (week 404): 11-09-2021 Hitnotering (week 405 tot heden): 25-09-2021 tot heden | Hitnotering (week 1 t/m 3): 09-08-1997 t/m 17-08-1997 Hitnotering (week 4 t/m 5): 30-08-1997 t/m 06-09-1997 Hitnotering (week 6 t/m 7): 20-06-1998 t/m 27-06-1998 Hitnotering (week 8 t/m 9): 11-07-1998 t/m 18-07-1998 Hitnotering (week 10 t/m 11): 15-08-1998 t/m 22-08-1998 Hitnotering (week 12): 26-09-1998 Hitnotering (week 13): 29-01-2000 Hitnotering (week 14 t/m 17): 16-02-2002 t/m 09-03-2002 Hitnotering (week 18 t/m 20): 03-01-2004 t/m 17-01-2004 Hitnotering (week 21): 07-02-2004 Hitnotering (week 22 t/m 23): 20-03-2004 t/m 27-03-2004 Hitnotering (week 24 t/m 25): 01-05-2004 t/m 08-05-2004 Hitnotering (week 26 t/m 28): 07-08-2004 t/m 21-08-2004 Hitnotering (week 29 t/m 44): 02-07-2005 t/m 15-10-2005 Hitnotering (week 45): 19-08-2006 Hitnotering (week 46 t/m 49): 14-10-2006 t/m 04-11-2006 Hitnotering (week 50 t/m 51): 18-08-2007 t/m 25-08-2007 Hitnotering (week 52): 02-08-2008 Hitnotering (week 53): 30-08-2008 Hitnotering (week 54): 04-10-2008 Hitnotering (week 55): 14-03-2009 Hitnotering (week 56): 01-08-2009 Hitnotering (week 57): 31-07-2010 Hitnotering (week 58): 14-08-2010 Hitnotering (week 59 t/m 63): 19-05-2012 t/m 16-06-2012 Hitnotering (week 64 t/m 75): 14-07-2012 t/m 29-09-2012 Hitnotering (week 76): 19-01-2013 Hitnotering (week 77 t/m 81): 02-02-2013 t/m 02-03-2013 Hitnotering (week 82 t/m 83): 23-03-2013 t/m 30-03-2013 Hitnotering (week 84 t/m 88): 20-04-2013 t/m 18-05-2013 Hitnotering (week 89 t/m 105): 01-06-2013 t/m 21-09-2013 Hitnotering (week 106): 15-02-2014 Hitnotering (week 107 t/m 109): 15-03-2014 t/m 29-03-2014 Hitnotering (week 110 t/m 116): 24-05-2014 t/m 05-07-2014 Hitnotering (week 117 t/m 124): 19-07-2014 t/m 06-09-2014 Hitnotering (week 125 t/m 126): 20-09-2014 t/m 27-09-2014 Hitnotering (week 127 t/m 129): 25-10-2014 t/m 08-11-2014 Hitnotering (week 130): 07-02-2015 Hitnotering (week 131): 21-02-2015 Hitnotering (week 132 t/m 133): 07-03-2015 t/m 14-03-2015 Hitnotering (week 134): 28-03-2015 Hitnotering (week 135 t/m 156): 11-04-2015 t/m 05-09-2015 Hitnotering (week 157 t/m 158): 19-09-2015 t/m 26-09-2015 Hitnotering (week 159 t/m 209): 10-10-2015 t/m 24-09-2016 Hitnotering (week 210): 08-10-2016 Hitnotering (week 211 t/m 212): 12-11-2016 t/m 19-11-2016 Hitnotering (week 213 t/m 214): 03-12-2016 t/m 10-12-2016 Hitnotering (week 215 t/m 216): 31-12-2016 t/m 07-01-2017 Hitnotering (week 217 t/m 226): 28-01-2017 t/m 01-04-2017 Hitnotering (week 227 t/m 251): 15-04-2017 t/m 30-09-2017 Hitnotering (week 252 t/m 319): 21-10-2017 t/m 02-02-2019 Hitnotering (week 320 t/m 348): 16-02-2019 t/m 31-08-2019 Hitnotering (week 349 t/m 351): 05-10-2019 t/m 19-10-2019 Hitnotering (week 352 t/m 357): 14-12-2019 t/m 18-01-2020 Hitnotering (week 358 t/m 360): 08-02-2020 t/m 22-02-2020 Hitnotering (week 361 t/m 384): 21-03-2020 t/m 29-08-2020 Hitnotering (week 385): 05-12-2020 Hitnotering (week 386 t/m 387): 19-12-2020 t/m 26-12-2020 Hitnotering (week 388 t/m 390): 03-04-2021 t/m 17-04-2021 Hitnotering (week 391): 01-05-2021 Hitnotering (week 392 t/m 403): 05-06-2021 t/m 21-08-2021 Hitnotering (week 404): 11-09-2021 Hitnotering (week 405 tot heden): 25-09-2021 tot heden | Hitnotering (week 1 t/m 3): 09-08-1997 t/m 17-08-1997 Hitnotering (week 4 t/m 5): 30-08-1997 t/m 06-09-1997 Hitnotering (week 6 t/m 7): 20-06-1998 t/m 27-06-1998 Hitnotering (week 8 t/m 9): 11-07-1998 t/m 18-07-1998 Hitnotering (week 10 t/m 11): 15-08-1998 t/m 22-08-1998 Hitnotering (week 12): 26-09-1998 Hitnotering (week 13): 29-01-2000 Hitnotering (week 14 t/m 17): 16-02-2002 t/m 09-03-2002 Hitnotering (week 18 t/m 20): 03-01-2004 t/m 17-01-2004 Hitnotering (week 21): 07-02-2004 Hitnotering (week 22 t/m 23): 20-03-2004 t/m 27-03-2004 Hitnotering (week 24 t/m 25): 01-05-2004 t/m 08-05-2004 Hitnotering (week 26 t/m 28): 07-08-2004 t/m 21-08-2004 Hitnotering (week 29 t/m 44): 02-07-2005 t/m 15-10-2005 Hitnotering (week 45): 19-08-2006 Hitnotering (week 46 t/m 49): 14-10-2006 t/m 04-11-2006 Hitnotering (week 50 t/m 51): 18-08-2007 t/m 25-08-2007 Hitnotering (week 52): 02-08-2008 Hitnotering (week 53): 30-08-2008 Hitnotering (week 54): 04-10-2008 Hitnotering (week 55): 14-03-2009 Hitnotering (week 56): 01-08-2009 Hitnotering (week 57): 31-07-2010 Hitnotering (week 58): 14-08-2010 Hitnotering (week 59 t/m 63): 19-05-2012 t/m 16-06-2012 Hitnotering (week 64 t/m 75): 14-07-2012 t/m 29-09-2012 Hitnotering (week 76): 19-01-2013 Hitnotering (week 77 t/m 81): 02-02-2013 t/m 02-03-2013 Hitnotering (week 82 t/m 83): 23-03-2013 t/m 30-03-2013 Hitnotering (week 84 t/m 88): 20-04-2013 t/m 18-05-2013 Hitnotering (week 89 t/m 105): 01-06-2013 t/m 21-09-2013 Hitnotering (week 106): 15-02-2014 Hitnotering (week 107 t/m 109): 15-03-2014 t/m 29-03-2014 Hitnotering (week 110 t/m 116): 24-05-2014 t/m 05-07-2014 Hitnotering (week 117 t/m 124): 19-07-2014 t/m 06-09-2014 Hitnotering (week 125 t/m 126): 20-09-2014 t/m 27-09-2014 Hitnotering (week 127 t/m 129): 25-10-2014 t/m 08-11-2014 Hitnotering (week 130): 07-02-2015 Hitnotering (week 131): 21-02-2015 Hitnotering (week 132 t/m 133): 07-03-2015 t/m 14-03-2015 Hitnotering (week 134): 28-03-2015 Hitnotering (week 135 t/m 156): 11-04-2015 t/m 05-09-2015 Hitnotering (week 157 t/m 158): 19-09-2015 t/m 26-09-2015 Hitnotering (week 159 t/m 209): 10-10-2015 t/m 24-09-2016 Hitnotering (week 210): 08-10-2016 Hitnotering (week 211 t/m 212): 12-11-2016 t/m 19-11-2016 Hitnotering (week 213 t/m 214): 03-12-2016 t/m 10-12-2016 Hitnotering (week 215 t/m 216): 31-12-2016 t/m 07-01-2017 Hitnotering (week 217 t/m 226): 28-01-2017 t/m 01-04-2017 Hitnotering (week 227 t/m 251): 15-04-2017 t/m 30-09-2017 Hitnotering (week 252 t/m 319): 21-10-2017 t/m 02-02-2019 Hitnotering (week 320 t/m 348): 16-02-2019 t/m 31-08-2019 Hitnotering (week 349 t/m 351): 05-10-2019 t/m 19-10-2019 Hitnotering (week 352 t/m 357): 14-12-2019 t/m 18-01-2020 Hitnotering (week 358 t/m 360): 08-02-2020 t/m 22-02-2020 Hitnotering (week 361 t/m 384): 21-03-2020 t/m 29-08-2020 Hitnotering (week 385): 05-12-2020 Hitnotering (week 386 t/m 387): 19-12-2020 t/m 26-12-2020 Hitnotering (week 388 t/m 390): 03-04-2021 t/m 17-04-2021 Hitnotering (week 391): 01-05-2021 Hitnotering (week 392 t/m 403): 05-06-2021 t/m 21-08-2021 Hitnotering (week 404): 11-09-2021 Hitnotering (week 405 tot heden): 25-09-2021 tot heden | Hitnotering (week 1 t/m 3): 09-08-1997 t/m 17-08-1997 Hitnotering (week 4 t/m 5): 30-08-1997 t/m 06-09-1997 Hitnotering (week 6 t/m 7): 20-06-1998 t/m 27-06-1998 Hitnotering (week 8 t/m 9): 11-07-1998 t/m 18-07-1998 Hitnotering (week 10 t/m 11): 15-08-1998 t/m 22-08-1998 Hitnotering (week 12): 26-09-1998 Hitnotering (week 13): 29-01-2000 Hitnotering (week 14 t/m 17): 16-02-2002 t/m 09-03-2002 Hitnotering (week 18 t/m 20): 03-01-2004 t/m 17-01-2004 Hitnotering (week 21): 07-02-2004 Hitnotering (week 22 t/m 23): 20-03-2004 t/m 27-03-2004 Hitnotering (week 24 t/m 25): 01-05-2004 t/m 08-05-2004 Hitnotering (week 26 t/m 28): 07-08-2004 t/m 21-08-2004 Hitnotering (week 29 t/m 44): 02-07-2005 t/m 15-10-2005 Hitnotering (week 45): 19-08-2006 Hitnotering (week 46 t/m 49): 14-10-2006 t/m 04-11-2006 Hitnotering (week 50 t/m 51): 18-08-2007 t/m 25-08-2007 Hitnotering (week 52): 02-08-2008 Hitnotering (week 53): 30-08-2008 Hitnotering (week 54): 04-10-2008 Hitnotering (week 55): 14-03-2009 Hitnotering (week 56): 01-08-2009 Hitnotering (week 57): 31-07-2010 Hitnotering (week 58): 14-08-2010 Hitnotering (week 59 t/m 63): 19-05-2012 t/m 16-06-2012 Hitnotering (week 64 t/m 75): 14-07-2012 t/m 29-09-2012 Hitnotering (week 76): 19-01-2013 Hitnotering (week 77 t/m 81): 02-02-2013 t/m 02-03-2013 Hitnotering (week 82 t/m 83): 23-03-2013 t/m 30-03-2013 Hitnotering (week 84 t/m 88): 20-04-2013 t/m 18-05-2013 Hitnotering (week 89 t/m 105): 01-06-2013 t/m 21-09-2013 Hitnotering (week 106): 15-02-2014 Hitnotering (week 107 t/m 109): 15-03-2014 t/m 29-03-2014 Hitnotering (week 110 t/m 116): 24-05-2014 t/m 05-07-2014 Hitnotering (week 117 t/m 124): 19-07-2014 t/m 06-09-2014 Hitnotering (week 125 t/m 126): 20-09-2014 t/m 27-09-2014 Hitnotering (week 127 t/m 129): 25-10-2014 t/m 08-11-2014 Hitnotering (week 130): 07-02-2015 Hitnotering (week 131): 21-02-2015 Hitnotering (week 132 t/m 133): 07-03-2015 t/m 14-03-2015 Hitnotering (week 134): 28-03-2015 Hitnotering (week 135 t/m 156): 11-04-2015 t/m 05-09-2015 Hitnotering (week 157 t/m 158): 19-09-2015 t/m 26-09-2015 Hitnotering (week 159 t/m 209): 10-10-2015 t/m 24-09-2016 Hitnotering (week 210): 08-10-2016 Hitnotering (week 211 t/m 212): 12-11-2016 t/m 19-11-2016 Hitnotering (week 213 t/m 214): 03-12-2016 t/m 10-12-2016 Hitnotering (week 215 t/m 216): 31-12-2016 t/m 07-01-2017 Hitnotering (week 217 t/m 226): 28-01-2017 t/m 01-04-2017 Hitnotering (week 227 t/m 251): 15-04-2017 t/m 30-09-2017 Hitnotering (week 252 t/m 319): 21-10-2017 t/m 02-02-2019 Hitnotering (week 320 t/m 348): 16-02-2019 t/m 31-08-2019 Hitnotering (week 349 t/m 351): 05-10-2019 t/m 19-10-2019 Hitnotering (week 352 t/m 357): 14-12-2019 t/m 18-01-2020 Hitnotering (week 358 t/m 360): 08-02-2020 t/m 22-02-2020 Hitnotering (week 361 t/m 384): 21-03-2020 t/m 29-08-2020 Hitnotering (week 385): 05-12-2020 Hitnotering (week 386 t/m 387): 19-12-2020 t/m 26-12-2020 Hitnotering (week 388 t/m 390): 03-04-2021 t/m 17-04-2021 Hitnotering (week 391): 01-05-2021 Hitnotering (week 392 t/m 403): 05-06-2021 t/m 21-08-2021 Hitnotering (week 404): 11-09-2021 Hitnotering (week 405 tot heden): 25-09-2021 tot heden | Hitnotering (week 1 t/m 3): 09-08-1997 t/m 17-08-1997 Hitnotering (week 4 t/m 5): 30-08-1997 t/m 06-09-1997 Hitnotering (week 6 t/m 7): 20-06-1998 t/m 27-06-1998 Hitnotering (week 8 t/m 9): 11-07-1998 t/m 18-07-1998 Hitnotering (week 10 t/m 11): 15-08-1998 t/m 22-08-1998 Hitnotering (week 12): 26-09-1998 Hitnotering (week 13): 29-01-2000 Hitnotering (week 14 t/m 17): 16-02-2002 t/m 09-03-2002 Hitnotering (week 18 t/m 20): 03-01-2004 t/m 17-01-2004 Hitnotering (week 21): 07-02-2004 Hitnotering (week 22 t/m 23): 20-03-2004 t/m 27-03-2004 Hitnotering (week 24 t/m 25): 01-05-2004 t/m 08-05-2004 Hitnotering (week 26 t/m 28): 07-08-2004 t/m 21-08-2004 Hitnotering (week 29 t/m 44): 02-07-2005 t/m 15-10-2005 Hitnotering (week 45): 19-08-2006 Hitnotering (week 46 t/m 49): 14-10-2006 t/m 04-11-2006 Hitnotering (week 50 t/m 51): 18-08-2007 t/m 25-08-2007 Hitnotering (week 52): 02-08-2008 Hitnotering (week 53): 30-08-2008 Hitnotering (week 54): 04-10-2008 Hitnotering (week 55): 14-03-2009 Hitnotering (week 56): 01-08-2009 Hitnotering (week 57): 31-07-2010 Hitnotering (week 58): 14-08-2010 Hitnotering (week 59 t/m 63): 19-05-2012 t/m 16-06-2012 Hitnotering (week 64 t/m 75): 14-07-2012 t/m 29-09-2012 Hitnotering (week 76): 19-01-2013 Hitnotering (week 77 t/m 81): 02-02-2013 t/m 02-03-2013 Hitnotering (week 82 t/m 83): 23-03-2013 t/m 30-03-2013 Hitnotering (week 84 t/m 88): 20-04-2013 t/m 18-05-2013 Hitnotering (week 89 t/m 105): 01-06-2013 t/m 21-09-2013 Hitnotering (week 106): 15-02-2014 Hitnotering (week 107 t/m 109): 15-03-2014 t/m 29-03-2014 Hitnotering (week 110 t/m 116): 24-05-2014 t/m 05-07-2014 Hitnotering (week 117 t/m 124): 19-07-2014 t/m 06-09-2014 Hitnotering (week 125 t/m 126): 20-09-2014 t/m 27-09-2014 Hitnotering (week 127 t/m 129): 25-10-2014 t/m 08-11-2014 Hitnotering (week 130): 07-02-2015 Hitnotering (week 131): 21-02-2015 Hitnotering (week 132 t/m 133): 07-03-2015 t/m 14-03-2015 Hitnotering (week 134): 28-03-2015 Hitnotering (week 135 t/m 156): 11-04-2015 t/m 05-09-2015 Hitnotering (week 157 t/m 158): 19-09-2015 t/m 26-09-2015 Hitnotering (week 159 t/m 209): 10-10-2015 t/m 24-09-2016 Hitnotering (week 210): 08-10-2016 Hitnotering (week 211 t/m 212): 12-11-2016 t/m 19-11-2016 Hitnotering (week 213 t/m 214): 03-12-2016 t/m 10-12-2016 Hitnotering (week 215 t/m 216): 31-12-2016 t/m 07-01-2017 Hitnotering (week 217 t/m 226): 28-01-2017 t/m 01-04-2017 Hitnotering (week 227 t/m 251): 15-04-2017 t/m 30-09-2017 Hitnotering (week 252 t/m 319): 21-10-2017 t/m 02-02-2019 Hitnotering (week 320 t/m 348): 16-02-2019 t/m 31-08-2019 Hitnotering (week 349 t/m 351): 05-10-2019 t/m 19-10-2019 Hitnotering (week 352 t/m 357): 14-12-2019 t/m 18-01-2020 Hitnotering (week 358 t/m 360): 08-02-2020 t/m 22-02-2020 Hitnotering (week 361 t/m 384): 21-03-2020 t/m 29-08-2020 Hitnotering (week 385): 05-12-2020 Hitnotering (week 386 t/m 387): 19-12-2020 t/m 26-12-2020 Hitnotering (week 388 t/m 390): 03-04-2021 t/m 17-04-2021 Hitnotering (week 391): 01-05-2021 Hitnotering (week 392 t/m 403): 05-06-2021 t/m 21-08-2021 Hitnotering (week 404): 11-09-2021 Hitnotering (week 405 tot heden): 25-09-2021 tot heden | Hitnotering (week 1 t/m 3): 09-08-1997 t/m 17-08-1997 Hitnotering (week 4 t/m 5): 30-08-1997 t/m 06-09-1997 Hitnotering (week 6 t/m 7): 20-06-1998 t/m 27-06-1998 Hitnotering (week 8 t/m 9): 11-07-1998 t/m 18-07-1998 Hitnotering (week 10 t/m 11): 15-08-1998 t/m 22-08-1998 Hitnotering (week 12): 26-09-1998 Hitnotering (week 13): 29-01-2000 Hitnotering (week 14 t/m 17): 16-02-2002 t/m 09-03-2002 Hitnotering (week 18 t/m 20): 03-01-2004 t/m 17-01-2004 Hitnotering (week 21): 07-02-2004 Hitnotering (week 22 t/m 23): 20-03-2004 t/m 27-03-2004 Hitnotering (week 24 t/m 25): 01-05-2004 t/m 08-05-2004 Hitnotering (week 26 t/m 28): 07-08-2004 t/m 21-08-2004 Hitnotering (week 29 t/m 44): 02-07-2005 t/m 15-10-2005 Hitnotering (week 45): 19-08-2006 Hitnotering (week 46 t/m 49): 14-10-2006 t/m 04-11-2006 Hitnotering (week 50 t/m 51): 18-08-2007 t/m 25-08-2007 Hitnotering (week 52): 02-08-2008 Hitnotering (week 53): 30-08-2008 Hitnotering (week 54): 04-10-2008 Hitnotering (week 55): 14-03-2009 Hitnotering (week 56): 01-08-2009 Hitnotering (week 57): 31-07-2010 Hitnotering (week 58): 14-08-2010 Hitnotering (week 59 t/m 63): 19-05-2012 t/m 16-06-2012 Hitnotering (week 64 t/m 75): 14-07-2012 t/m 29-09-2012 Hitnotering (week 76): 19-01-2013 Hitnotering (week 77 t/m 81): 02-02-2013 t/m 02-03-2013 Hitnotering (week 82 t/m 83): 23-03-2013 t/m 30-03-2013 Hitnotering (week 84 t/m 88): 20-04-2013 t/m 18-05-2013 Hitnotering (week 89 t/m 105): 01-06-2013 t/m 21-09-2013 Hitnotering (week 106): 15-02-2014 Hitnotering (week 107 t/m 109): 15-03-2014 t/m 29-03-2014 Hitnotering (week 110 t/m 116): 24-05-2014 t/m 05-07-2014 Hitnotering (week 117 t/m 124): 19-07-2014 t/m 06-09-2014 Hitnotering (week 125 t/m 126): 20-09-2014 t/m 27-09-2014 Hitnotering (week 127 t/m 129): 25-10-2014 t/m 08-11-2014 Hitnotering (week 130): 07-02-2015 Hitnotering (week 131): 21-02-2015 Hitnotering (week 132 t/m 133): 07-03-2015 t/m 14-03-2015 Hitnotering (week 134): 28-03-2015 Hitnotering (week 135 t/m 156): 11-04-2015 t/m 05-09-2015 Hitnotering (week 157 t/m 158): 19-09-2015 t/m 26-09-2015 Hitnotering (week 159 t/m 209): 10-10-2015 t/m 24-09-2016 Hitnotering (week 210): 08-10-2016 Hitnotering (week 211 t/m 212): 12-11-2016 t/m 19-11-2016 Hitnotering (week 213 t/m 214): 03-12-2016 t/m 10-12-2016 Hitnotering (week 215 t/m 216): 31-12-2016 t/m 07-01-2017 Hitnotering (week 217 t/m 226): 28-01-2017 t/m 01-04-2017 Hitnotering (week 227 t/m 251): 15-04-2017 t/m 30-09-2017 Hitnotering (week 252 t/m 319): 21-10-2017 t/m 02-02-2019 Hitnotering (week 320 t/m 348): 16-02-2019 t/m 31-08-2019 Hitnotering (week 349 t/m 351): 05-10-2019 t/m 19-10-2019 Hitnotering (week 352 t/m 357): 14-12-2019 t/m 18-01-2020 Hitnotering (week 358 t/m 360): 08-02-2020 t/m 22-02-2020 Hitnotering (week 361 t/m 384): 21-03-2020 t/m 29-08-2020 Hitnotering (week 385): 05-12-2020 Hitnotering (week 386 t/m 387): 19-12-2020 t/m 26-12-2020 Hitnotering (week 388 t/m 390): 03-04-2021 t/m 17-04-2021 Hitnotering (week 391): 01-05-2021 Hitnotering (week 392 t/m 403): 05-06-2021 t/m 21-08-2021 Hitnotering (week 404): 11-09-2021 Hitnotering (week 405 tot heden): 25-09-2021 tot heden |
| Week: | 1 | 2 | 3 | | 4 | 5 | | 6 | 7 | | 8 | 9 | | 10 | 11 | | 12 | | 13 | |
| --- | --- | --- | --- | --- | --- | --- | --- | --- | --- | --- | --- | --- | --- | --- | --- | --- | --- | --- | --- | --- |
| Positie: | 43 | 30 | 44 | uit | 18 | 21 | uit | 49 | 46 | uit | 41 | 42 | uit | 46 | 48 | uit | 44 | uit | 49 | uit |
| Week: | 14 | 15 | 16 | 17 | | 18 | 19 | 20 | | 21 | | 22 | 23 | | 24 | 25 | | 26 | 27 | 28 |
| Positie: | 50 | 35 | 44 | 46 | uit | 87 | 85 | 90 | uit | 89 | uit | 96 | 88 | uit | 80 | 68 | uit | 96 | 90 | 99 |
| Week: | | 29 | 30 | 31 | 32 | 33 | 34 | 35 | 36 | 37 | 38 | 39 | 40 | 41 | 42 | 43 | 44 | | 45 | |
| Positie: | uit | 78 | 68 | 92 | 87 | 85 | 70 | 69 | 57 | 49 | 48 | 39 | 44 | 56 | 64 | 71 | 98 | uit | 93 | uit |
| Week: | 46 | 47 | 48 | 49 | | 50 | 51 | | 52 | | 53 | | 54 | | 55 | | 56 | | 57 | |
| Positie: | 68 | 57 | 89 | 93 | uit | 98 | 97 | uit | 95 | uit | 87 | uit | 100 | uit | 100 | uit | 95 | uit | 90 | uit |
| Week: | 58 | | 59 | 60 | 61 | 62 | 63 | | 64 | 65 | 66 | 67 | 68 | 69 | 70 | 71 | 72 | 73 | 74 | 75 |
| Positie: | 83 | uit | 150 | 133 | 153 | 145 | 169 | uit | 96 | 142 | 112 | 101 | 106 | 99 | 72 | 111 | 111 | 126 | 198 | 190 |
| Week: | | 76 | | 77 | 78 | 79 | 80 | 81 | | 82 | 83 | | 84 | 85 | 86 | 87 | 88 | | 89 | 90 |
| Positie: | uit | 159 | uit | 185 | 131 | 129 | 146 | 161 | uit | 155 | 194 | uit | 181 | 191 | 113 | 122 | 186 | uit | 193 | 158 |
| Week: | 91 | 92 | 93 | 94 | 95 | 96 | 97 | 98 | 99 | 100 | 101 | 102 | 103 | 104 | 105 | | 106 | | 107 | 108 |
| Positie: | 144 | 96 | 110 | 151 | 93 | 145 | 108 | 104 | 65 | 102 | 98 | 134 | 129 | 161 | 170 | uit | 158 | uit | 146 | 161 |
| Week: | 109 | | 110 | 111 | 112 | 113 | 114 | 115 | 116 | | 117 | 118 | 119 | 120 | 121 | 122 | 123 | 124 | | 125 |
| Positie: | 155 | uit | 135 | 126 | 132 | 160 | 199 | 160 | 137 | uit | 176 | 166 | 109 | 128 | 157 | 121 | 133 | 134 | uit | 165 |
| Week: | 126 | | 127 | 128 | 129 | | 130 | | 131 | | 132 | 133 | | 134 | | 135 | 136 | 137 | 138 | 139 |
| Positie: | 170 | uit | 168 | 108 | 196 | uit | 180 | uit | 164 | uit | 179 | 129 | uit | 188 | uit | 136 | 101 | 59 | 91 | 69 |
| Week: | 140 | 141 | 142 | 143 | 144 | 145 | 146 | 147 | 148 | 149 | 150 | 151 | 152 | 153 | 154 | 155 | 156 | | 157 | 158 |
| Positie: | 101 | 60 | 81 | 96 | 78 | 74 | 65 | 56 | 53 | 55 | 72 | 73 | 61 | 88 | 39 | 94 | 99 | uit | 126 | 133 |
| Week: | | 159 | 160 | 161 | 162 | 163 | 164 | 165 | 166 | 167 | 168 | 169 | 170 | 171 | 172 | 173 | 174 | 175 | 176 | 177 |
| Positie: | uit | 162 | 165 | 113 | 46 | 74 | 69 | 102 | 115 | 114 | 111 | 85 | 89 | 69 | 102 | 109 | 140 | 63 | 129 | 136 |
| Week: | 178 | 179 | 180 | 181 | 182 | 183 | 184 | 185 | 186 | 187 | 188 | 189 | 190 | 191 | 192 | 193 | 194 | 195 | 196 | 197 |
| Positie: | 90 | 64 | 83 | 63 | 72 | 59 | 69 | 77 | 67 | 70 | 67 | 78 | 43 | 44 | 52 | 55 | 58 | 79 | 81 | 73 |
| Week: | 198 | 199 | 200 | 201 | 202 | 203 | 204 | 205 | 206 | 207 | 208 | 209 | | 210 | | 211 | 212 | | 213 | 214 |
| Positie: | 91 | 71 | 56 | 57 | 61 | 65 | 56 | 126 | 63 | 128 | 106 | 112 | uit | 188 | uit | 156 | 180 | uit | 140 | 171 |
| Week: | | 215 | 216 | | 217 | 218 | 219 | 220 | 221 | 222 | 223 | 224 | 225 | 226 | | 227 | 228 | 229 | 230 | 231 |
| Positie: | uit | 101 | 132 | uit | 159 | 175 | 191 | 153 | 98 | 110 | 93 | 87 | 80 | 75 | uit | 98 | 165 | 173 | 160 | 97 |
| Week: | 232 | 233 | 234 | 235 | 236 | 237 | 238 | 239 | 240 | 241 | 242 | 243 | 244 | 245 | 246 | 247 | 248 | 249 | 250 | 251 |
| Positie: | 88 | 103 | 61 | 118 | 77 | 90 | 119 | 96 | 93 | 70 | 76 | 58 | 60 | 65 | 64 | 49 | 71 | 126 | 107 | 113 |
| Week: | | 252 | 253 | 254 | 255 | 256 | 257 | 258 | 259 | 260 | 261 | 262 | 263 | 264 | 265 | 266 | 267 | 268 | 269 | 270 |
| Positie: | uit | 163 | 177 | 182 | 198 | 134 | 118 | 167 | 163 | 164 | 114 | 175 | 118 | 117 | 125 | 115 | 80 | 86 | 105 | 101 |
| Week: | 271 | 272 | 273 | 274 | 275 | 276 | 277 | 278 | 279 | 280 | 281 | 282 | 283 | 284 | 285 | 286 | 287 | 288 | 289 | 290 |
| Positie: | 119 | 93 | 100 | 79 | 93 | 89 | 57 | 62 | 40 | 71 | 57 | 67 | 68 | 55 | 71 | 46 | 59 | 67 | 45 | 52 |
| Week: | 291 | 292 | 293 | 294 | 295 | 296 | 297 | 298 | 299 | 300 | 301 | 302 | 303 | 304 | 305 | 306 | 307 | 308 | 309 | 310 |
| Positie: | 48 | 51 | 35 | 31 | 62 | 55 | 97 | 77 | 87 | 92 | 86 | 69 | 96 | 93 | 129 | 115 | 144 | 138 | 124 | 117 |
| Week: | 311 | 312 | 313 | 314 | 315 | 316 | 317 | 318 | 319 | | 320 | 321 | 322 | 323 | 324 | 325 | 326 | 327 | 328 | 329 |
| Positie: | 127 | 109 | 108 | 85 | 168 | 134 | 156 | 185 | 108 | uit | 119 | 106 | 142 | 137 | 145 | 182 | 191 | 143 | 141 | 85 |
| Week: | 330 | 331 | 332 | 333 | 334 | 335 | 336 | 337 | 338 | 339 | 340 | 341 | 342 | 343 | 344 | 345 | 346 | 347 | 348 | |
| Positie: | 56 | 124 | 181 | 129 | 122 | 198 | 51 | 121 | 165 | 54 | 148 | 135 | 171 | 113 | 103 | 123 | 124 | 127 | 88 | uit |
| Week: | 349 | 350 | 351 | | 352 | 353 | 354 | 355 | 356 | 357 | | 358 | 359 | 360 | | 361 | 362 | 363 | 364 | 365 |
| Positie: | 153 | 183 | 164 | uit | 164 | 147 | 93 | 144 | 156 | 181 | uit | 123 | 148 | 177 | uit | 195 | 193 | 186 | 88 | 77 |
| Week: | 366 | 367 | 368 | 369 | 370 | 371 | 372 | 373 | 374 | 375 | 376 | 377 | 378 | 379 | 380 | 381 | 382 | 383 | 384 | |
| Positie: | 106 | 106 | 133 | 106 | 93 | 75 | 78 | 166 | 123 | 107 | 102 | 92 | 126 | 58 | 127 | 72 | 46 | 112 | 126 | uit |
| Week: | 385 | | 386 | 387 | | 388 | 389 | 390 | | 391 | | 392 | 393 | 394 | 395 | 396 | 397 | 398 | 399 | 400 |
| Positie: | 165 | uit | 161 | 135 | uit | 198 | 126 | 175 | uit | 193 | uit | 113 | 48 | 33 | 53 | 69 | 98 | 57 | 41 | 54 |
| Week: | 401 | 402 | 403 | | 404 | | 405 | 406 | 407 | 408 | | | | | | | | | | |
| Positie: | 77 | 98 | 104 | uit | 120 | uit | 14 | 11 | 20 | 29 | | | | | | | | | | |